# Спорт в Ульяновске

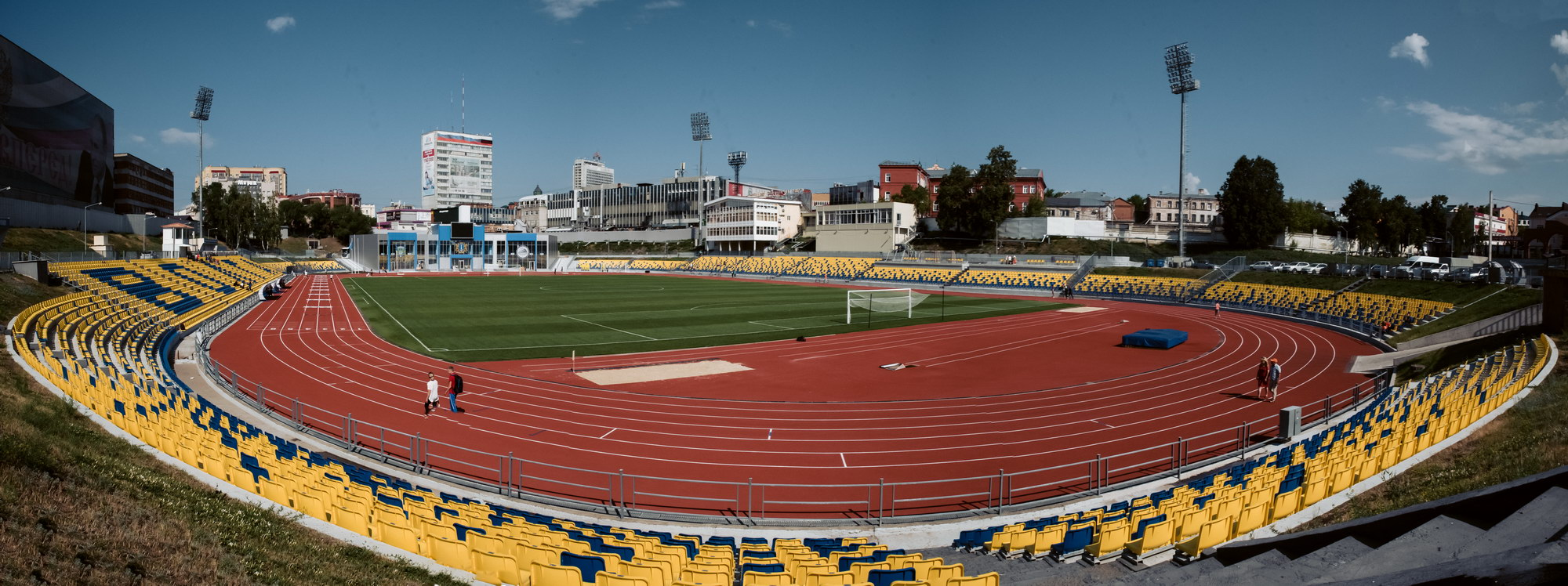
Центральный стадион «Труд» им. Л. Яшина в Ульяновске

В Ульяновске развит как любительский, так и профессиональный спорт. В городе базируются несколько профессиональных спортивных клубов. На спортивных объектах проводятся различные соревнования разного уровня.

## История

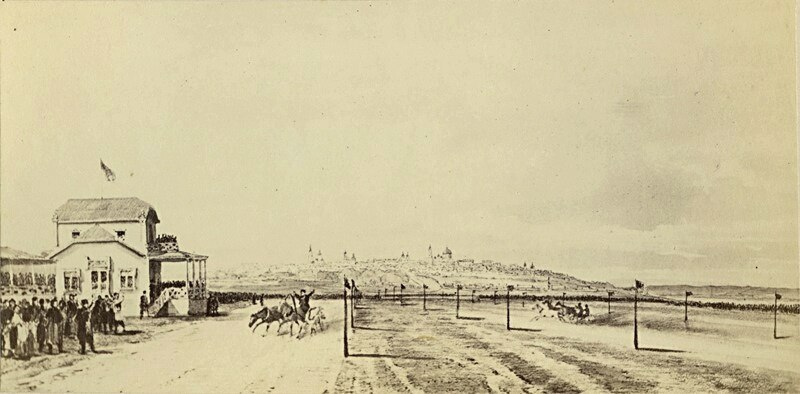
Состязания троек на Симбирском ипподроме. Рисунок А. П. Боголюбова, 1863 г.

До 1852 года главными спортивными увлечениями в Симбирске были: охота на диких животных, состязания в воинской доблести, скачки, стрельбу по мишеням, фехтование и другие состязания. Первое массовое общество — любителей конского бега — открылось в Симбирске в декабре 1852 года, благодаря усилию коннозаводчиков: П. Б. Бестужева, А. Л. Бычкова, Е. А. Беляковой, Н. М. Теренина и других. 25 января 1853 года общество устроило в городе первые рысистые бега.
В 1894 году в Симбирске купцом А. К. Юргенсом и инженером М. И. Махчинским был организован общество любителей велосипедной езды. Место под велотрек был выделен к северу от города, в районе Ленкоранских казарм (ныне район УВВКУС). С 1894 по 1896 год общество организовало семь велогонок на стадионе и одну на сто верст за его пределами. Симбирское общество велосипедистов насчитывало 34 человека, но, просуществовав двенадцать лет, закрылось.

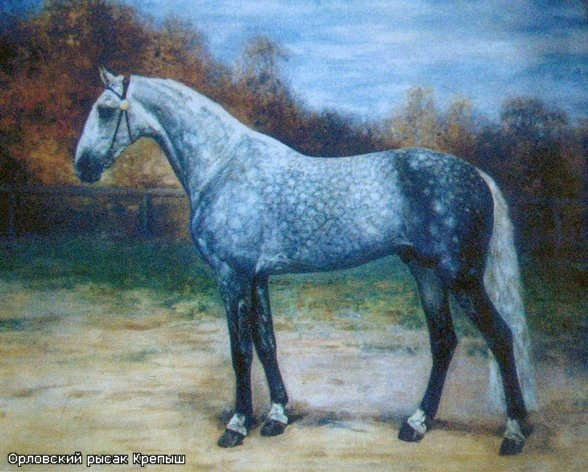
Орловский рысак Крепыш. Худ. С. С. Ворошилов

12 мая 1906 года в Симбирске открылся кружок парусного и гребного спорта.
В 1913 году графиня Александра Фёдоровна Толстая, для своего конного завода, приобрела жеребца породы орловский рысак — Крепыш, многократный рекордист России и Европы в соревнованиях рысью на ипподроме (рысистых бегах), призёр многочисленных состязаний, известный как «Лошадь Столетия». Крепыш трагически погиб в сентябре 1918 года.
27 декабря 1914 года у Минаевского кладбища (находилось в районе Речного порта) прошла лыжная гонка на 3 версты по пересеченной местности.
6 января 1915 года в Киндяковке прошли состязания по прыжкам на лыжах с трамплина.
В январе 1915 года и феврале 1916 года на единственном катке, устроенный в Николаевском саду (ныне сквер у памятник К. Марксу), прошли общегородские соревнования по бегу на коньках на 500 и 3000 м на первенство Симбирска.
15 февраля 1915 года состоялось первенство Симбирска по лыжным гонкам на 4 версты.
В 1915 году открылись кружки — футбол и легкая атлетика.
В мае 1915 года в Симбирске, на единственной в городе спортивной площадке и футбольном поле, на Александровской площади (у здания городской электростанции, ул. Минаева) состоялся футбольный матч между «Первой железнодорожной командой» из Самары и «Симбирским яхт-клубовским кружком».
В 1916 году ряд команд, такие, как «Эсмеральда», «Спарта», «Реальное», «Венец», «Виктория» и другие, приняли участие в первенстве Симбирска по футболу.

Стадион «Университет футбола»

В августе 1916 года симбирские легкоатлеты приняли участие в первой Поволжской олимпиаде, проходившей в Нижнем Новгороде. Самый известный симбирский спортсмен В. Н. Сивинцев занял сразу шесть призовых мест — первые места в прыжках с шестом (установив Поволжский рекорд — 2,7 м), в прыжках в длину и беге на 400 м, вторые — в беге на 1500 и 5000 м и в тройном прыжке. Вместе с другими нашими спортсменами — М. Кудряшовым, Н. Кудряшовым, М. Узюковым, он стал победителем и в эстафете на 100, 200, 400 и 800 м. В 1917 году Сивинцев возглавил Симбирский филиал Поволжского олимпийского комитета, работал он в городе и в советское время.
В сентябре 1922 года во Владимирском саду проходил Чемпионат по борьбе имени Ивана Поддубного, на котором он присутствовал.
В 1932 году был создан Ульяновский авиационный клуб (Ульяновский аэроклуб).
В 1934 году был построен стадион «Волга».
18 июня 1937 года состоялось открытие стадиона «Спартак».
С октября 1941-го до начала 1944 года в городе жил и начал работать будущий советский футболист, Герой Социалистического Труда (1990), Олимпийский чемпион 1956 года и чемпион Европы 1960 года Лев Яшин.

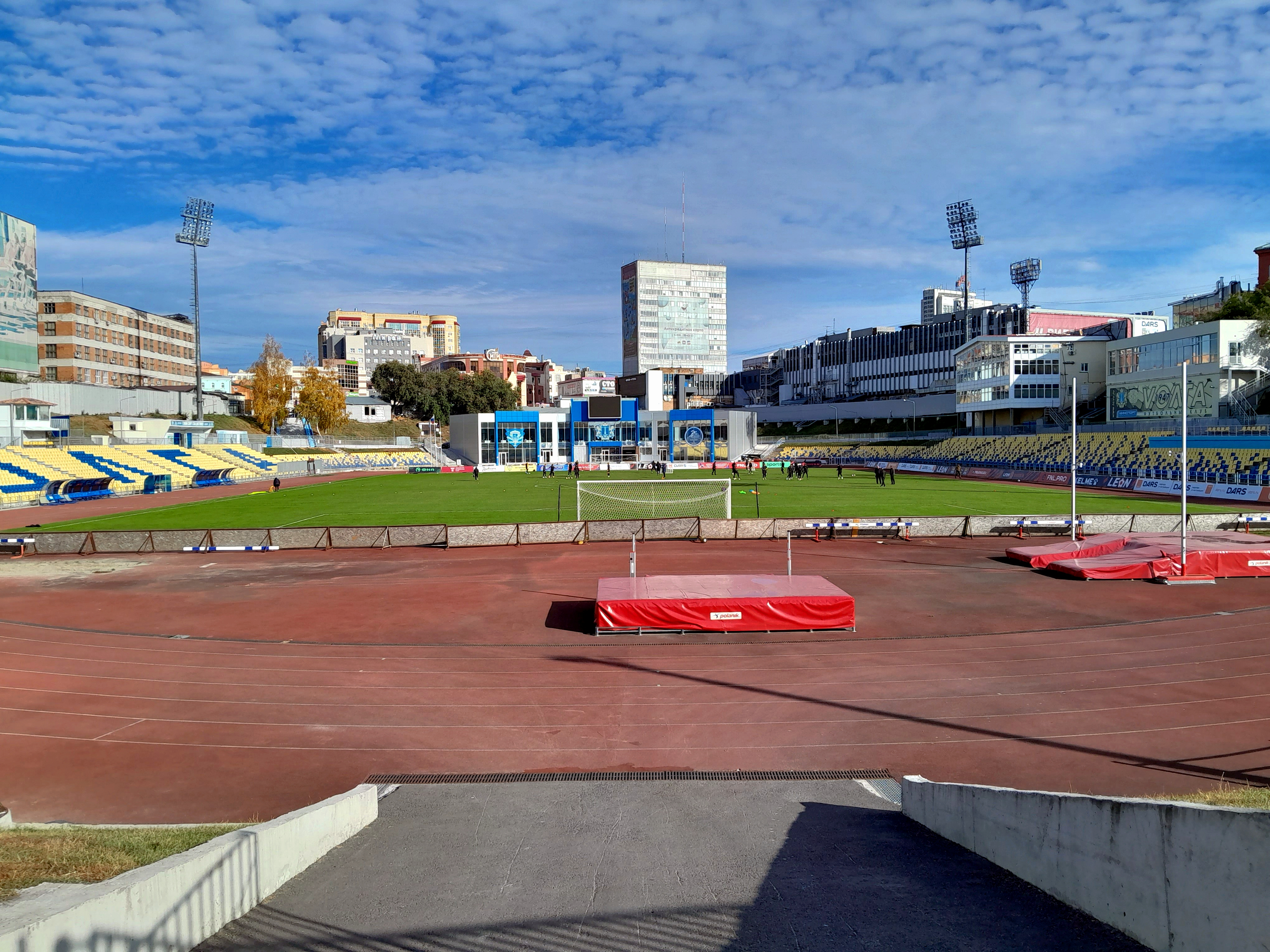
Стадион Труд.

В мае 1945 года была открыта Специализированная спортивная школа олимпийского резерва по лёгкой атлетике.
С 1945 года в городе начала действовать секция бокса.
С 1947 года стали проходить Кубок Ульяновской области по футболу.
22.11.1948 года создана Ульяновская морская школа, ныне УОДПО «Ульяновская ОТШ ДОСААФ России».
С сентября 1950 года по май 1951-го городскую команду по футболу и хоккею с мячом «Динамо» тренировал Николай Старостин.
В 1957 году, по инициативе тренера сборной СССР Анатолия Владимировича Тарасова, были организованы выездные бригады тренеров и игроков высшей лиги для организации хоккейных команд в различных городах Союза, в том числе и в Ульяновск. Для обучения канадскому хоккею и создания местной хоккейной команды в город прибыли: тренер Захаров Валентин Алексеевич и Фокин Юрий Ефимович, игроки: Михайлов Борис Петрович (из Саратова), Васильев Валерий Иванович (из «Торпедо» Горький), Мальцев Александр Николаевич (из Кирово-Чепецка), Орехов Михаил Михайлович (из «Динамо») и другие. 5 декабря 1957 года состоялось открытие стадиона «Торпедо» (ныне Дворец спорта «Волга-Спорт-Арена»). В 1957 году команда играла в классе «Б» Чемпионатах СССР по хоккею с шайбой и Чемпионатах РСФСР по хоккею с шайбой. Воспитала хоккеиста сборной СССР Юрия Фёдорова.
В 1963 году открылся Центральный стадион «Труд». С этого же года стали проходить Чемпионаты Ульяновской области по футболу.
В 1967 году было создано физкультурно-педагогического училища № 3, ныне Ульяновское училище (техникум) олимпийского резерва.
В 1970 году, на День физкультурника, на ульяновском ЦС имени Ленинского комсомола, встретились московское «Торпедо» с ульяновской «Волгой», счёт 0:4 в пользу ульяновцев и в мае 1972 года торпедовцы вновь приехали в Ульяновск, брать реванш. И опять проиграли — 0:2.
22 мая 1971 года на Центральном стадионе имени Ленинского комсомола, состоялся товарищский матч между московским футбольным клубом «Спартак» (т-р Н. П. Старостин) и ульяновским футбольным клубом «Волга» (т-р Н. П. Гунин). Ничья — 1:1.
В 1971 году в Ульяновском педагогическом институте организован факультет физического воспитания, в 1976 году основана кафедра теоретических основ физического воспитания, а в 1990 году — открывается кафедра лёгкой атлетики. В 2012 году в состав факультета вошли ещё две кафедры — кафедра физического воспитания и кафедра основ медицинских знаний и безопасности жизнедеятельности.
31 августа 1974 года состоялось торжественное открытие спорткомплекса «Торпедо».
28 июня 1977 года на площади Ленина состоялось торжественное открытие VII Всесоюзного финала пионерской военно-спортивной игры «Зарница», которую открыла председатель ЦС Всесоюзной пионерской организации имени В. И. Ленина Федулова А. В., руководил мероприятиями командующий игрой Герой Советского Союза генерал армии А. Л. Гетман, а местной организацией руководил генерал-майор В. Л. Табакин.
В 1989 году открылась секция тхэквондо.
1 апреля 2014 года открылся Дворец спорта «Волга-Спорт-Арена», вначале назывался ледовый дворец (ЛД).
1 октября 2018 года открылся крытый футбольный стадион «Университет футбола», рядом с ЛД «Волга-Спорт-Арена».
10-11 октября 2018 года, во Дворце спорта «Волга-Спорт-Арена», прошло пленарное заседание VII Международного форма «Россия — спортивная держава», на котором выступил Президент РФ Путин В. В..

## Спортивные сооружения
В городе расположено много спортивных сооружений, в том числе стадионы с трибунами, крытые спортзалы, плавательные бассейны, картинговая трасса.

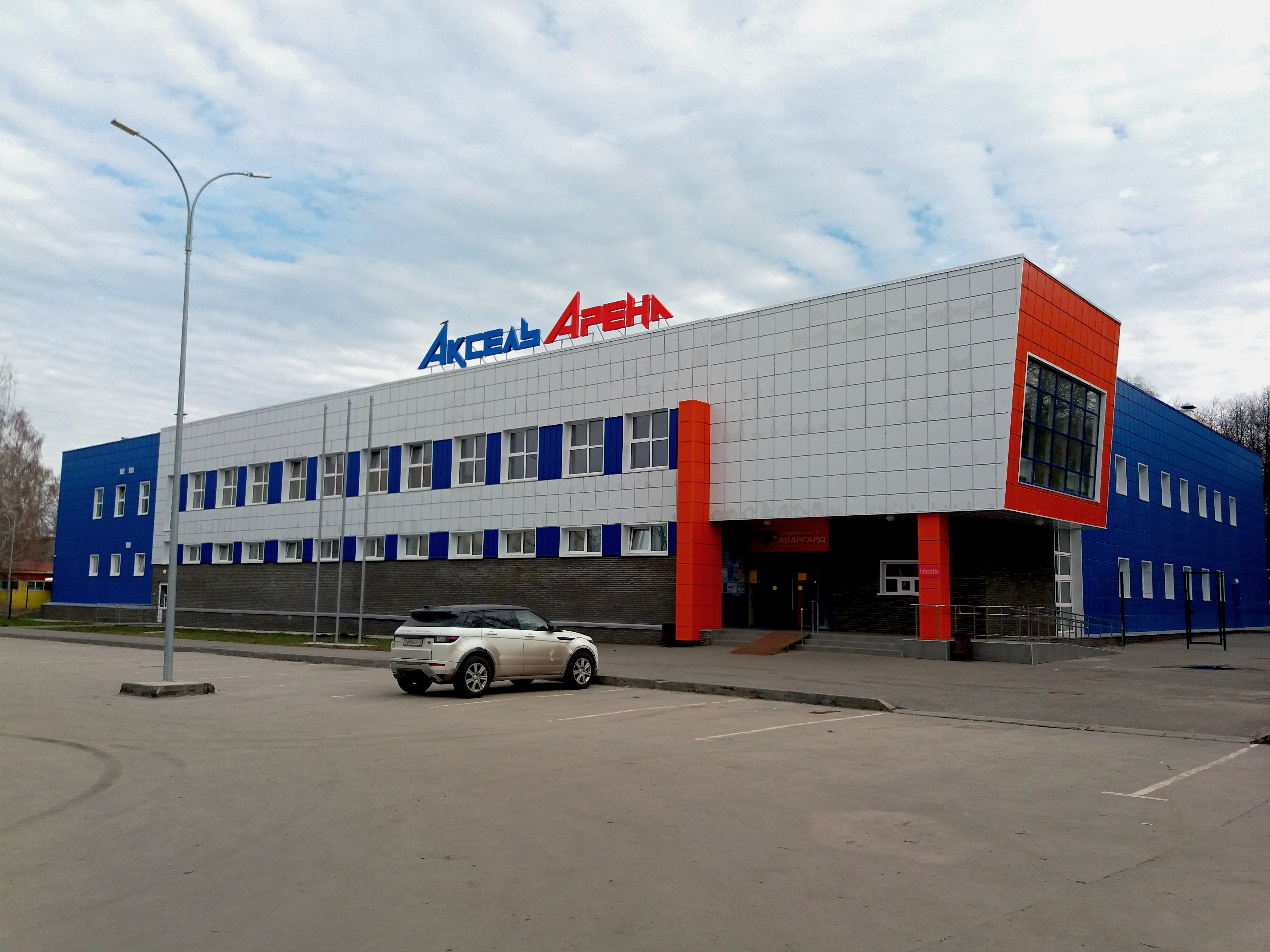
СК «Аксель Арена»

- СК «Аксель Арена»ФОК «Автомобилист» (открыт 4.11.1971 г.)[29]
- Стадион «Волга» имени Льва Гаврилова (Нижняя Терраса, построен в 1934 г.)[30]
- Дворец единоборств — строящийся объект в микрорайоне «Юго-Западный», в котором планируются залы для кикбоксинга и бокса.[31]

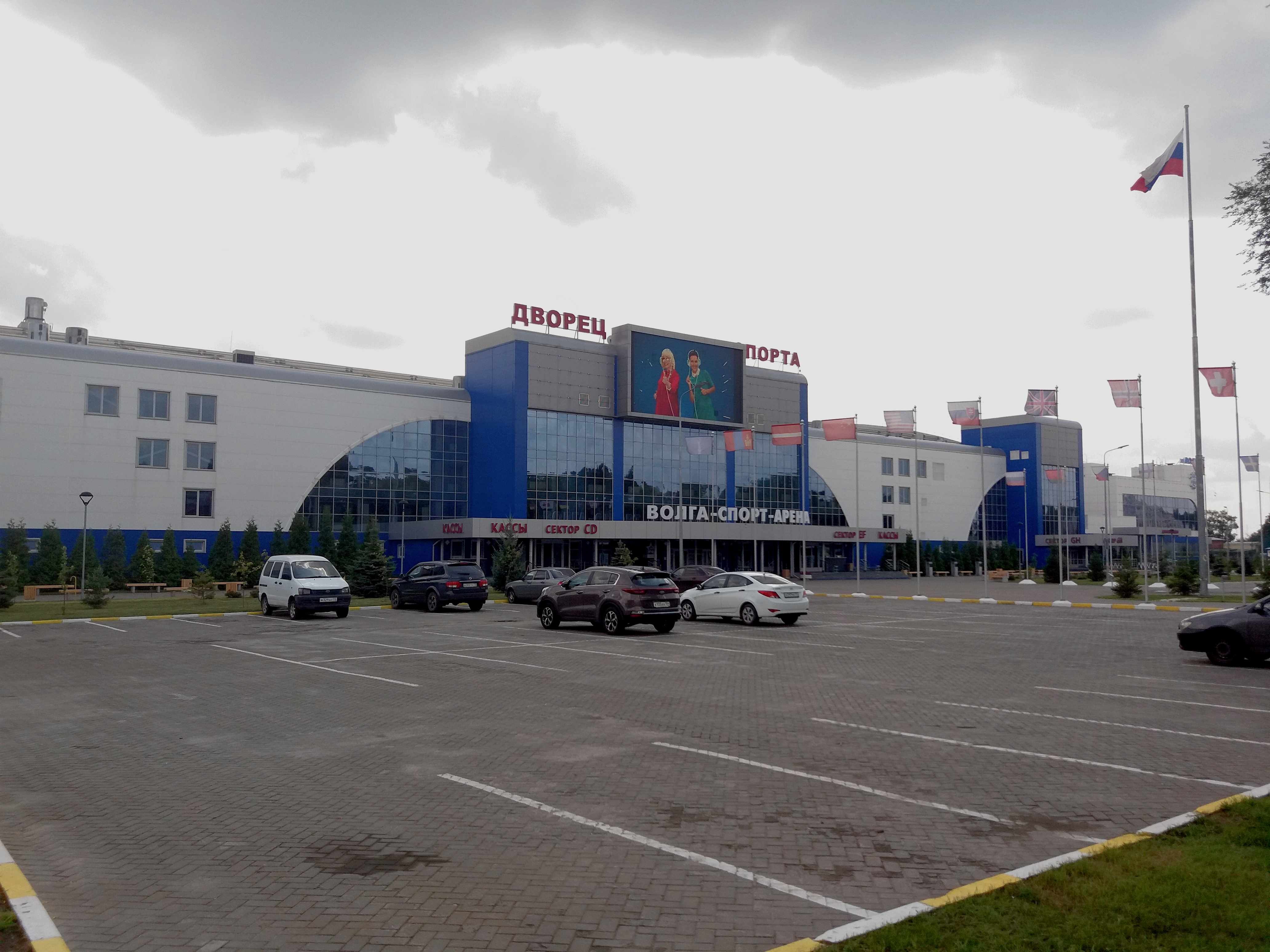
Дворец спорта «Волга-Спорт-Арена» (Ульяновск)

- Дворец спорта «Волга-Спорт-Арена» (Ульяновск)Дворец спорта «Волга-Спорт-Арена» — открылся в 2014 году и стал пятым в России крытым стадионом. В 2016 году принимал матчи Чемпионата мира по хоккею с мячом.
- СК «Заря»
- СК «Авангард» (УМЗ)
- ФОК «Лидер»
- Спортивная школа «Атлет» имени Героя России Дмитрия Разумовского (Верхняя Терраса, ул. Димитрова,10А)[32][33]
- Спортивная школа «Волга» (Нижняя Терраса)

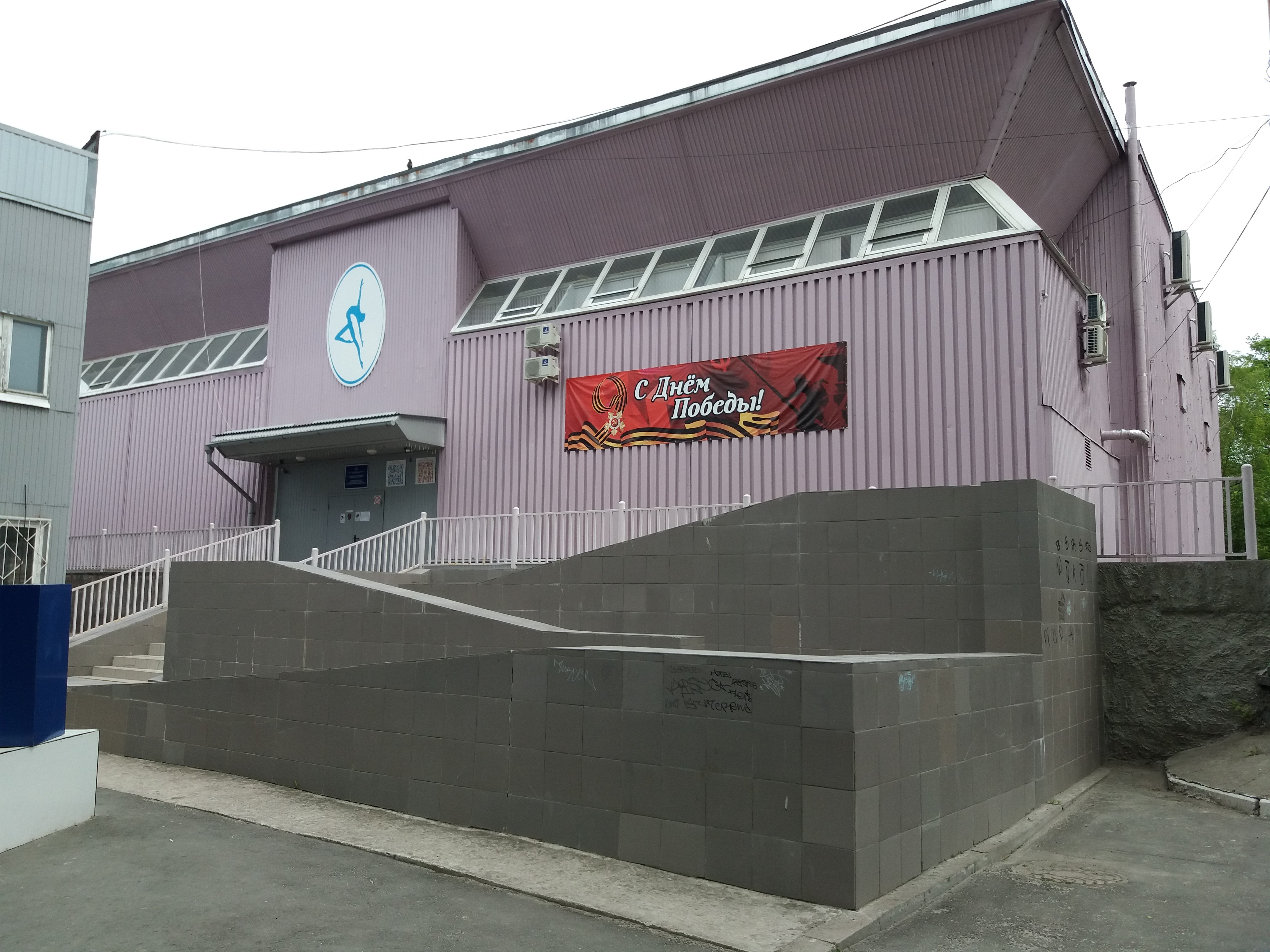
СШОР по художественной гимнастике.

- СШОР по художественной гимнастике.СШОР по художественной гимнастике (ул. Льва Толстого, 44а)

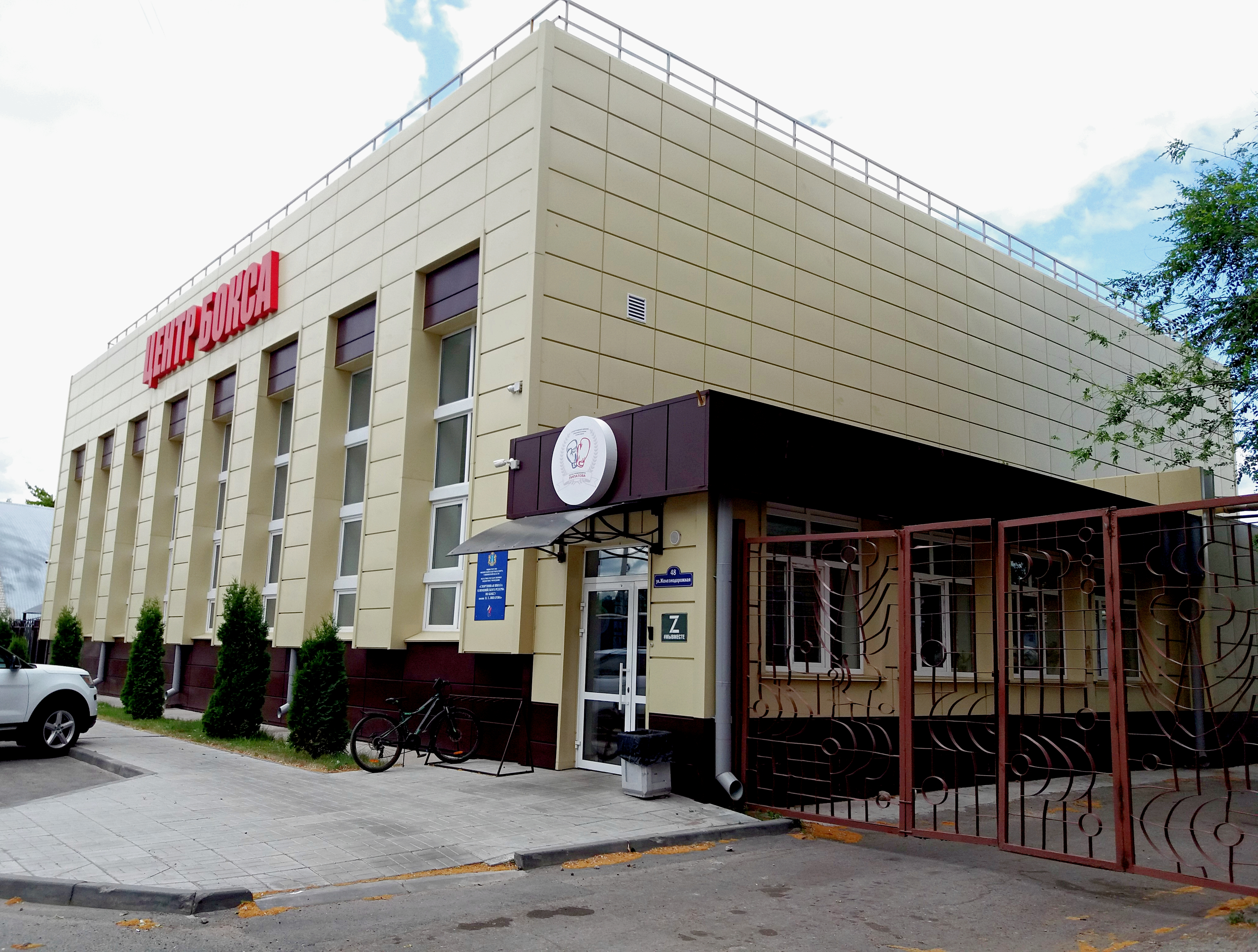
«Центр Бокса»

- «Центр Бокса»Школа бокса имени П. Т. Липатова — «Центр Бокса»[34]
- Стадион «Локомотив»
- Стадион и СК «Мотор»
- СК «Новое поколение»[35][36]

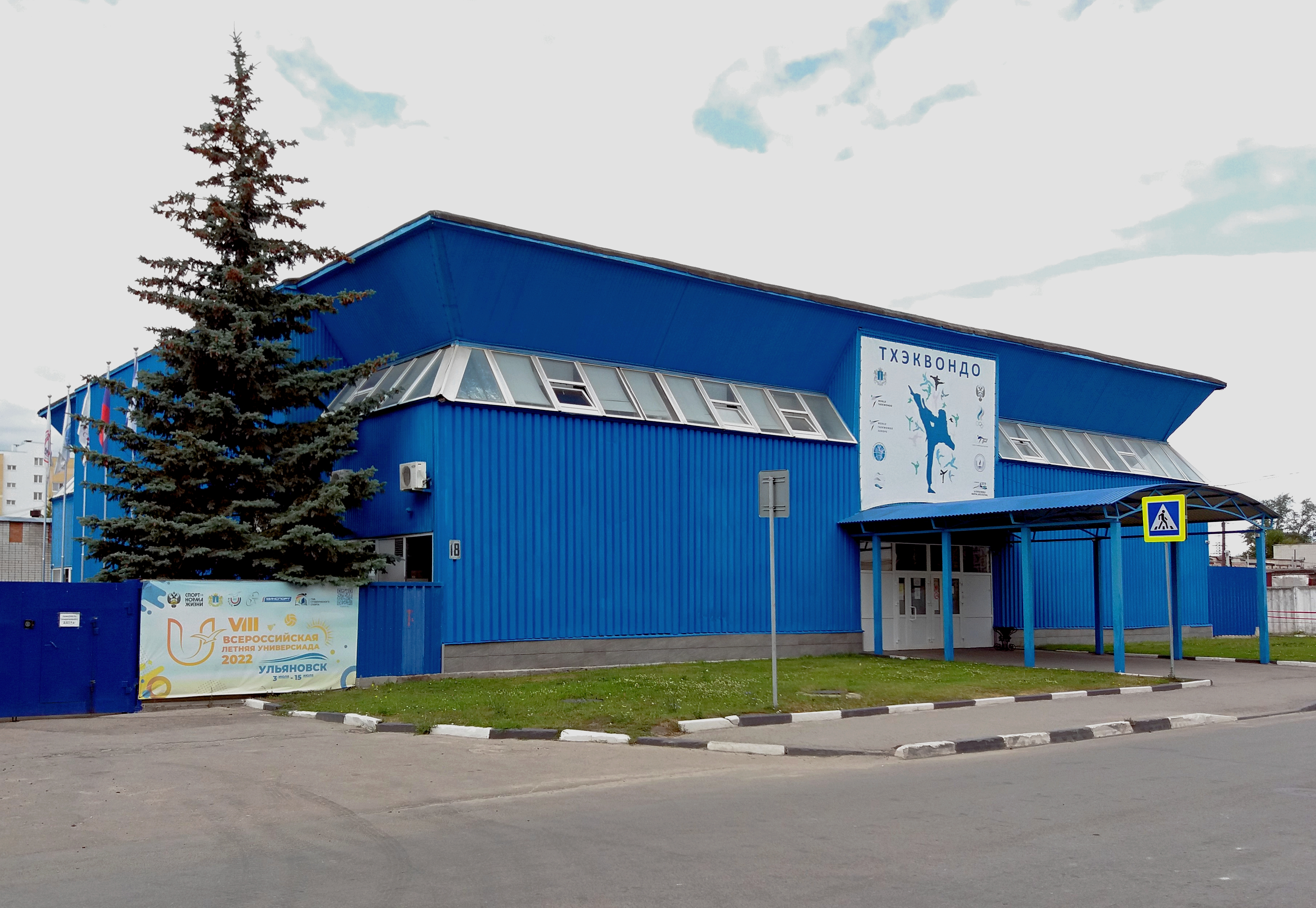
«СШОР по тхэквондо»

- «СШОР по тхэквондо»СШОР по тхэквондо (откр. 2011, ул. Железнодорожная, 18)[24]
- СК «Аксель Арена» (19.08.2021)[37]

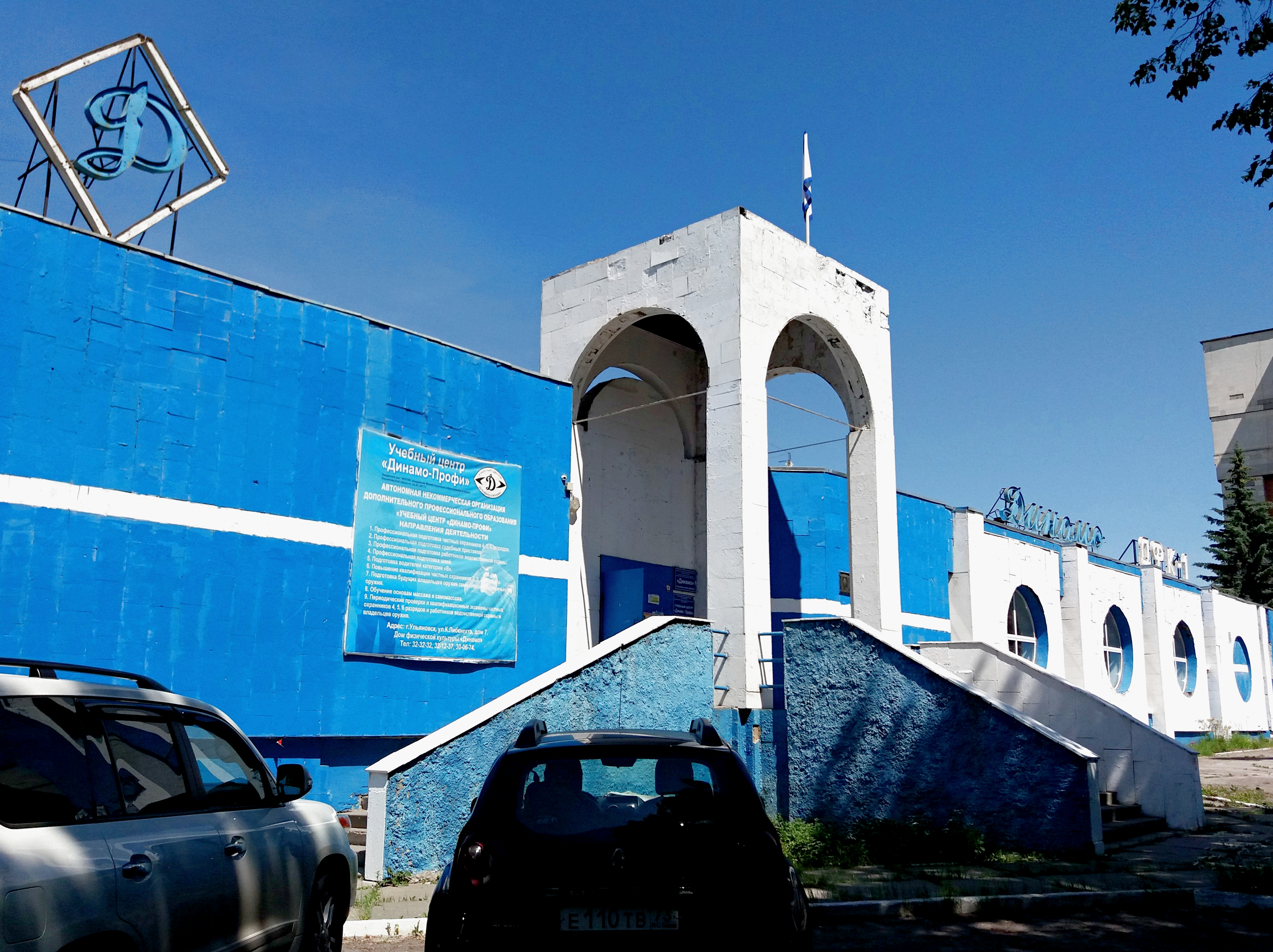
СК «Динамо»

- СК «Динамо»СК «Динамо» (открыт 1968, ул К. Либкнехта)[38]
- СК «Торпедо»
- ФОК «Олимп»
- ФОК «Орион»
- ФОК «Фаворит»[39]
- Стадион «Симбирск» (открыт в 1968 г., бывший стадион «Контактор», в 2008 г. переименован)[40][41][42]
- Легкоатлетический манеж «Спартак»
- ФОК «Спартак»
- Стадион «Старт»
- Спортивная школа «Старт»
- Спортивная школа «Фаворит»[43]
- Футбольный стадион «Университет футбола»
- Центр художественной гимнастики «Татьяна-Арена» — общей площадью более 10 тысяч кв метров. Спортобъект включает в себя два зала для ежедневных тренировок, зал хореографии. Демонстрационный зал для соревнований вместит 510 зрителей. Назван в честь заслуженного тренера России[44] Татьяны Николаевны Грибковой.[45] 24 апреля 2021 года состоялась торжественная церемония открытия Дворца художественной гимнастики «Татьяна-Арена»[46].

Аншлаг: Центральный стадион «Труд» им. Л. И. Яшина

- Аншлаг: Центральный стадион «Труд» им. Л. И. ЯшинаЦентральный стадион «Труд» — построен в 1963 году.
- Спортивный парк «Симбирский» — специализированная трасса для технических видов спорта (картинг, мотоциклетные гонки).
- Трибуны Ульяновского ипподромаЛегкоатлетический манеж УлГПУ.
- ФОК «Фаворит»[47]
- Ульяновский ипподром.

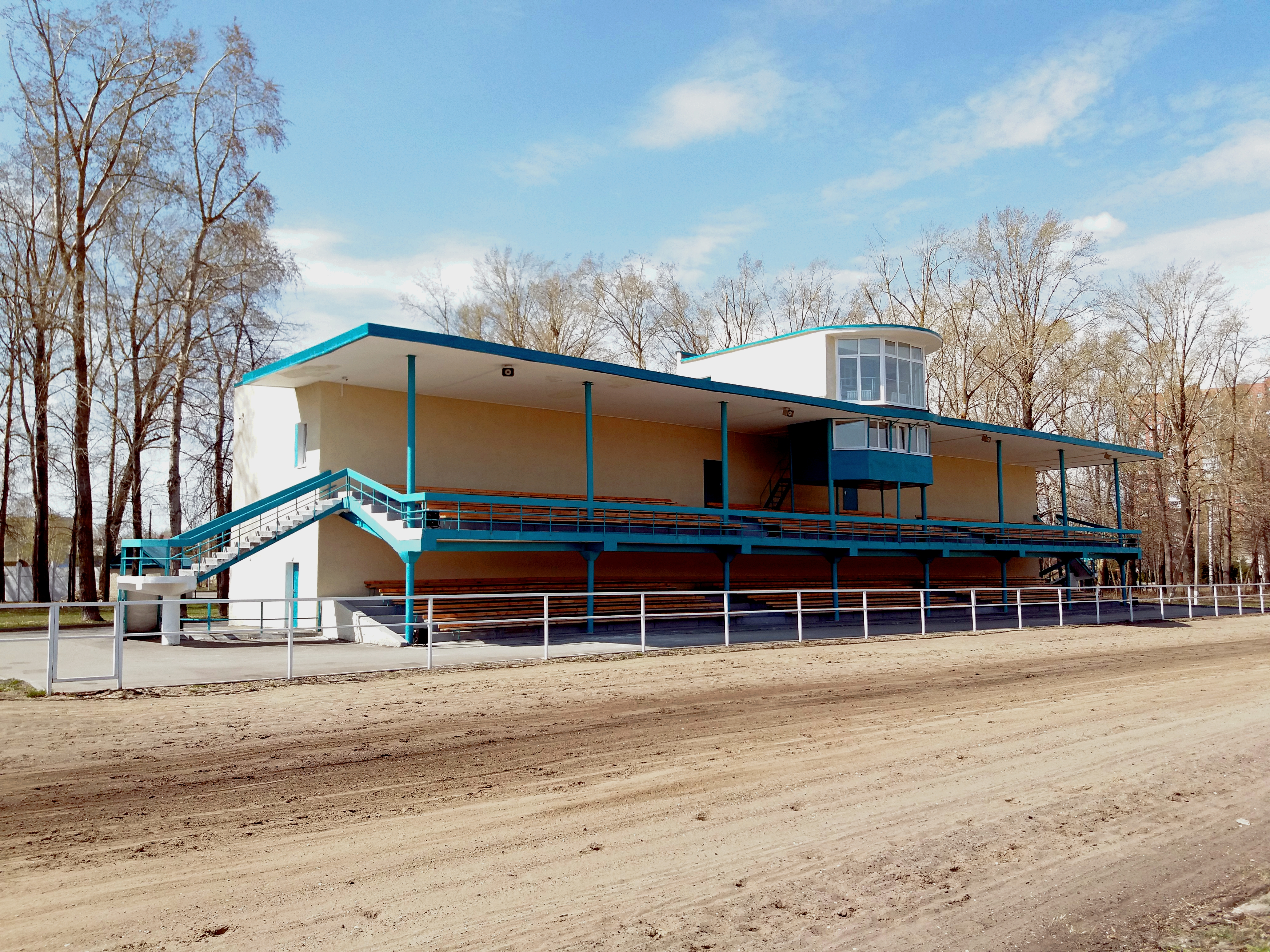
Трибуны Ульяновского ипподрома

- Школа олимпийского резерва по спортивной борьбе имени А. И. Винника[48]
- Физкультурно-оздоровительный комплекс с искусственным льдом «Аксель Арена», открылся 19.08.2021 г. в Ж/д районе[49].
- Спортивная школа олимпийского резерва «Юность» (плавательный бассейн)[50][51].
- 19.10.2023 года в Заволжском районе Ульяновска открылся центр спортивной борьбы имени В. В. Константинова[52][53][54].

В Засвияжском районе недалеко от пересечения улиц Шолмова и Промышленной строится футбольный манеж. Размеры поля — 90 на 63 метра, трибуны на 500 человек (изначально планировалось, что поле будет полноразмерным — 105 на 68, а трибуны — вместительностью 800 человек).

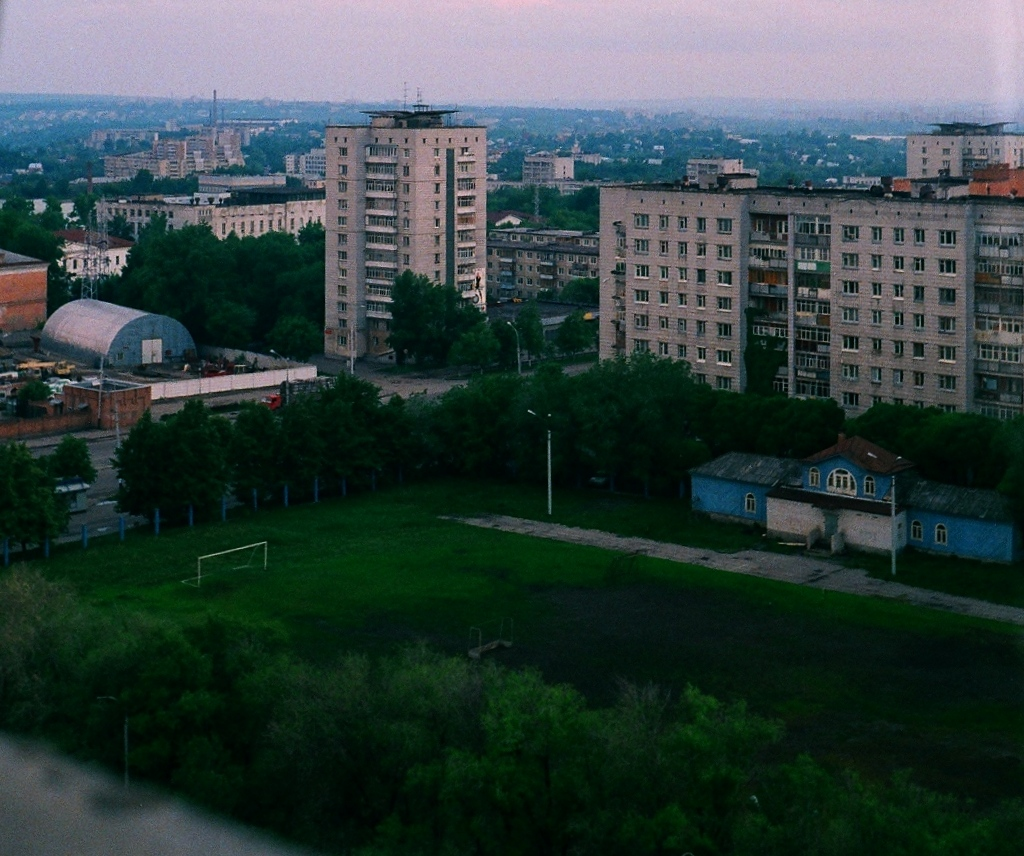
Стадион «Спартак», ныне на этом месте ТРЦ «Спартак»
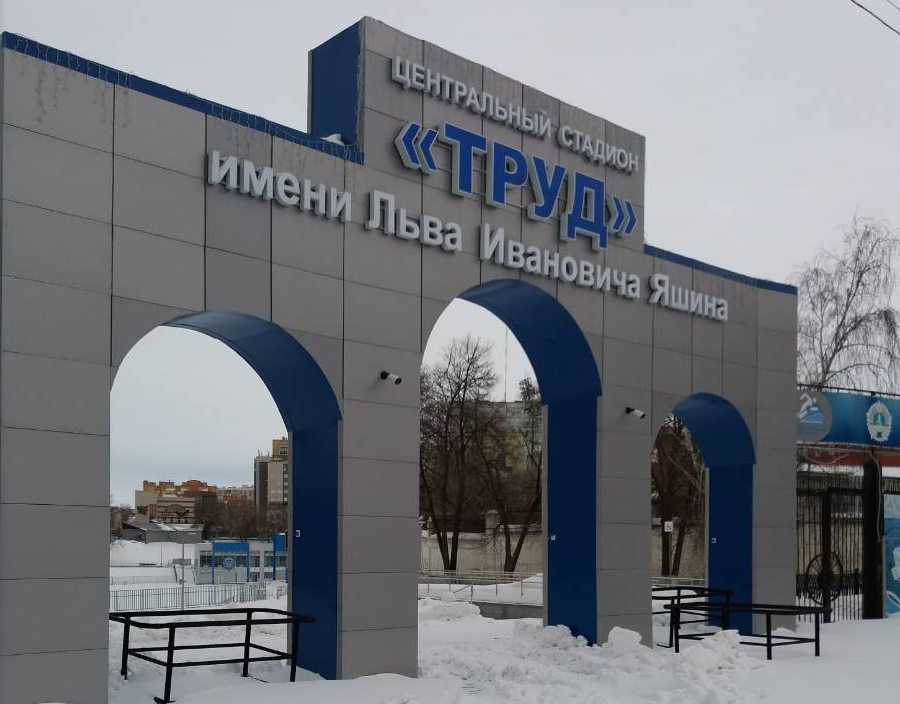
Вход на Центральный стадион «Труд» им. Л. И. Яшина
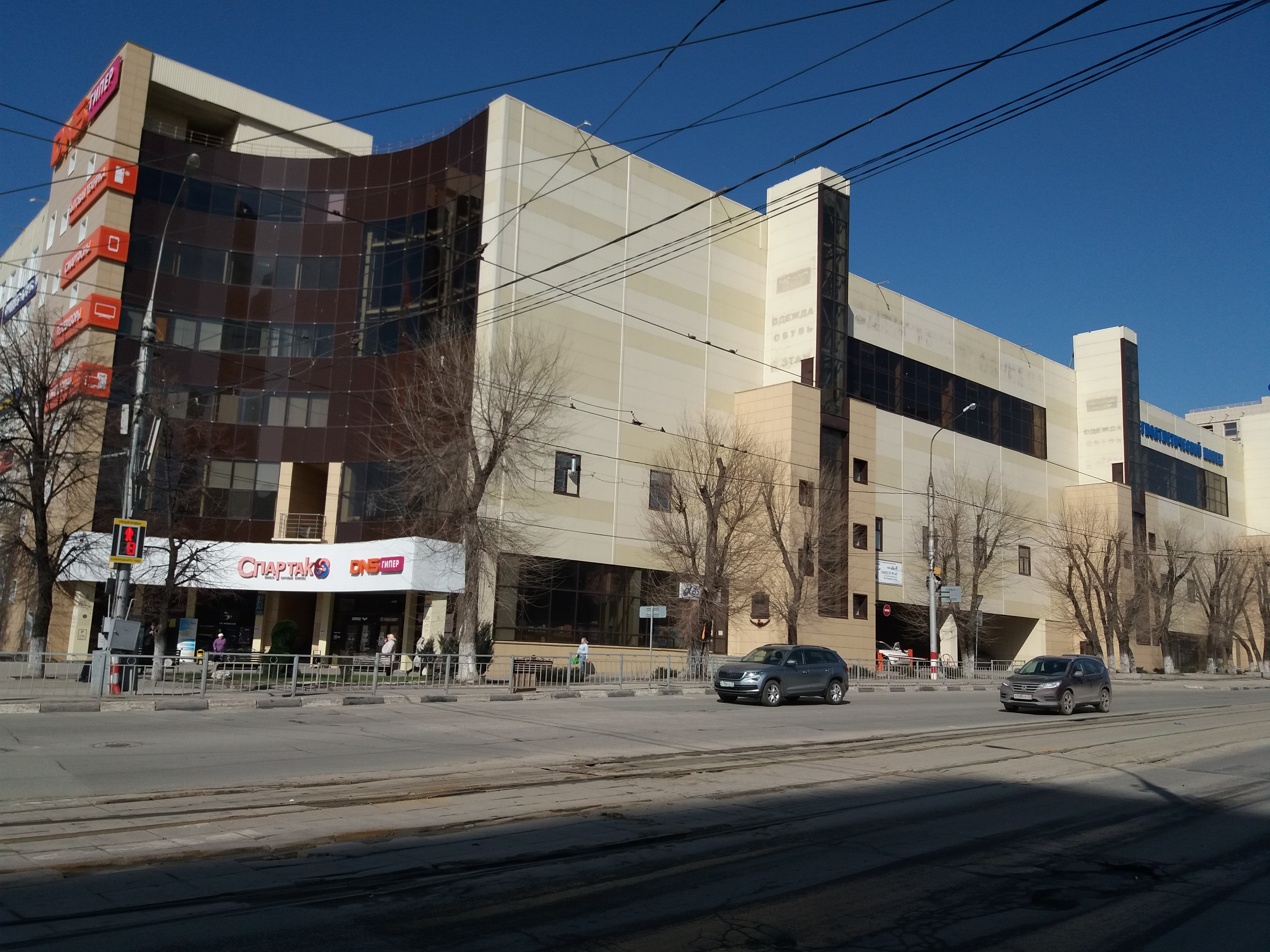
МТК «Спартак»
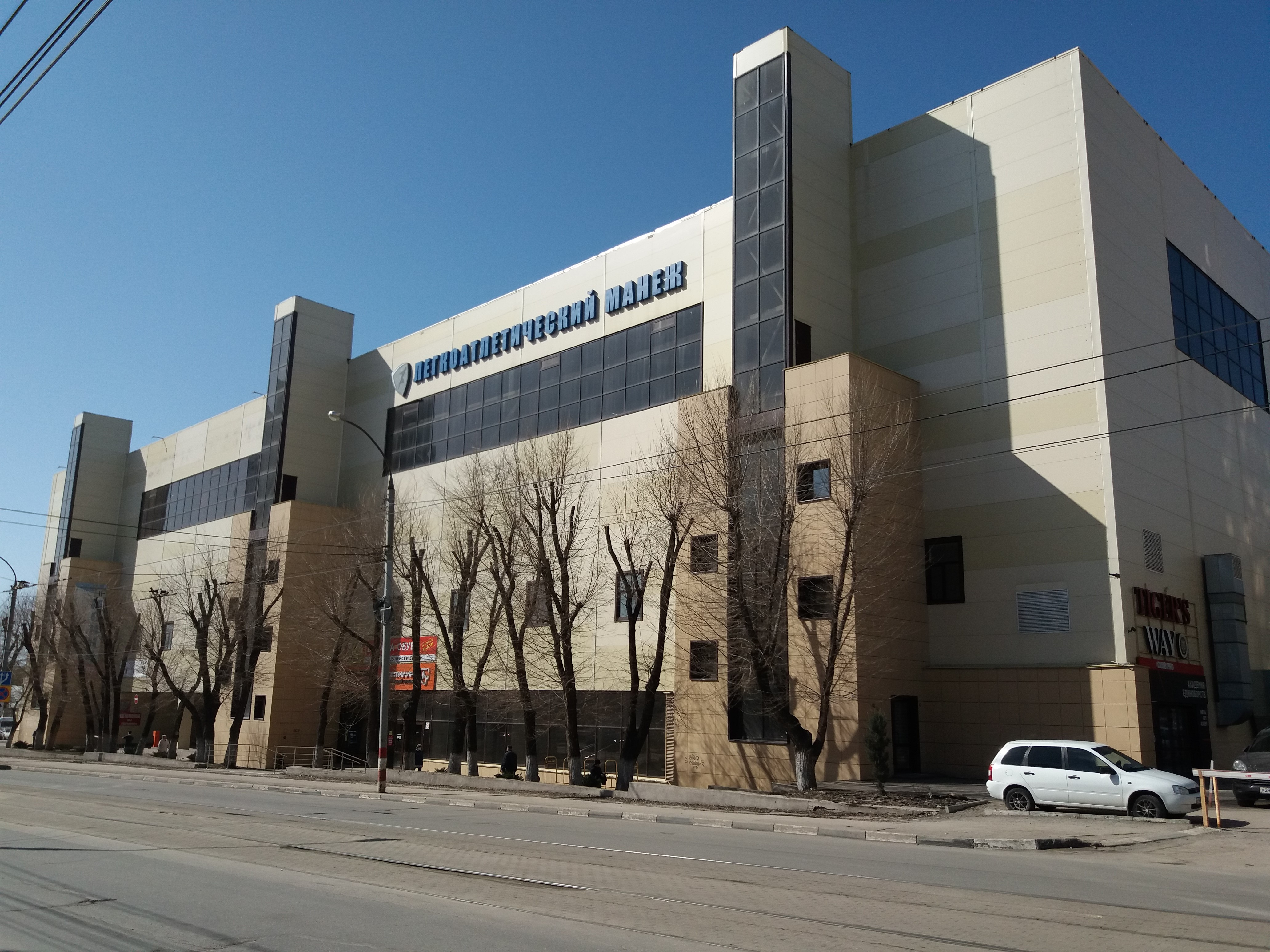
Легкоатлетический манеж «Спартак»
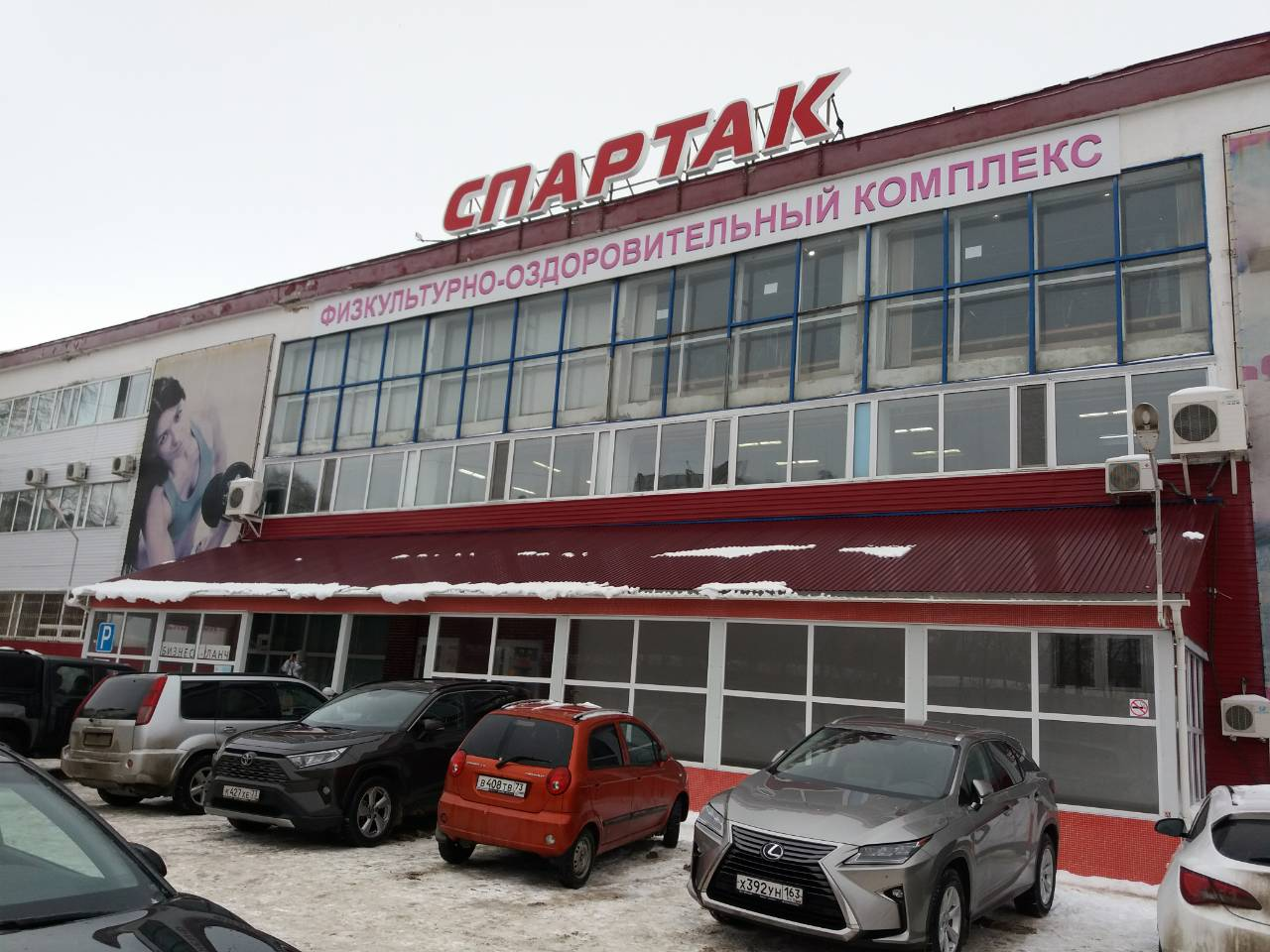
ФОК "Спартак"
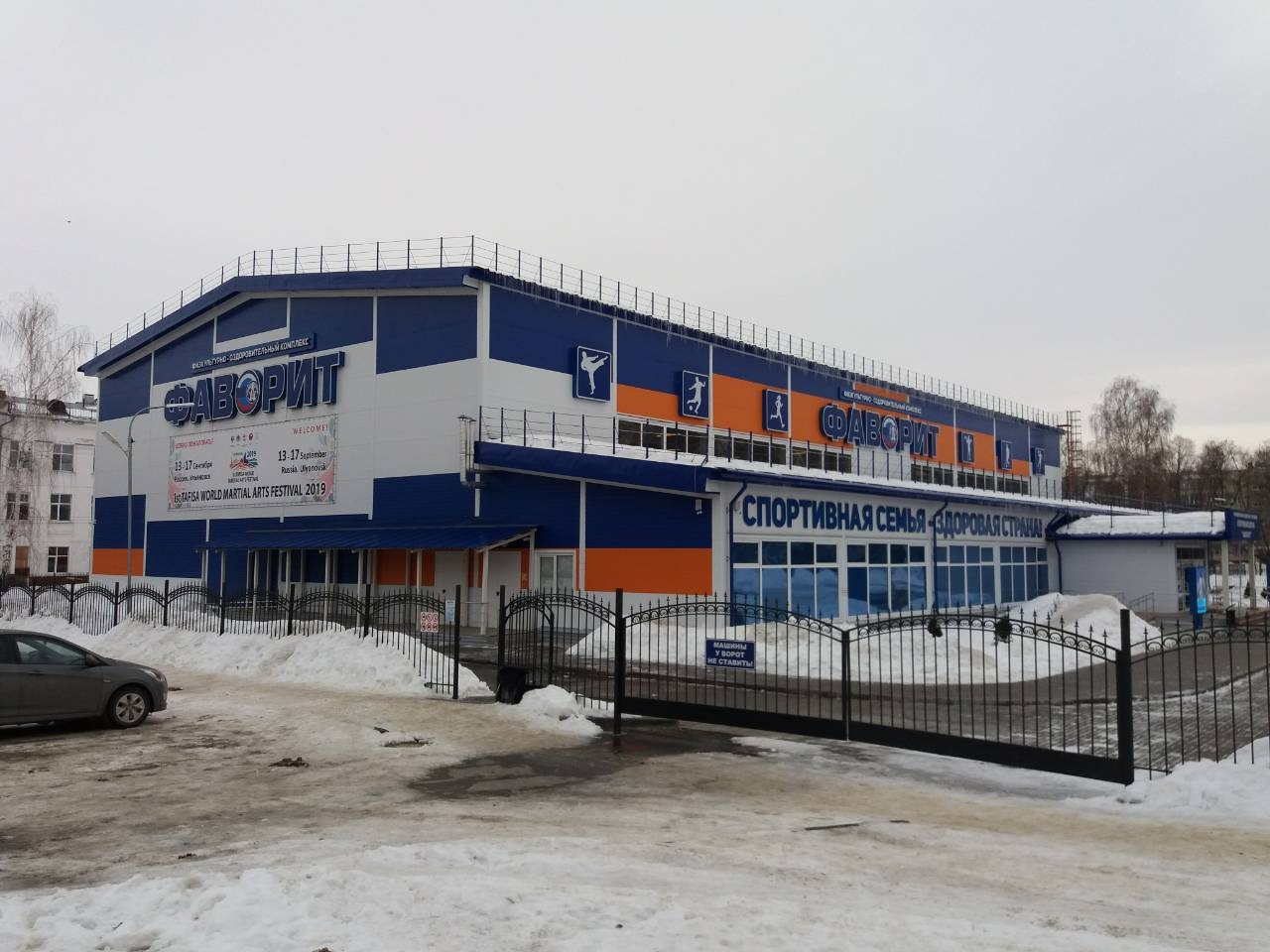
ФОК "Фаворит"
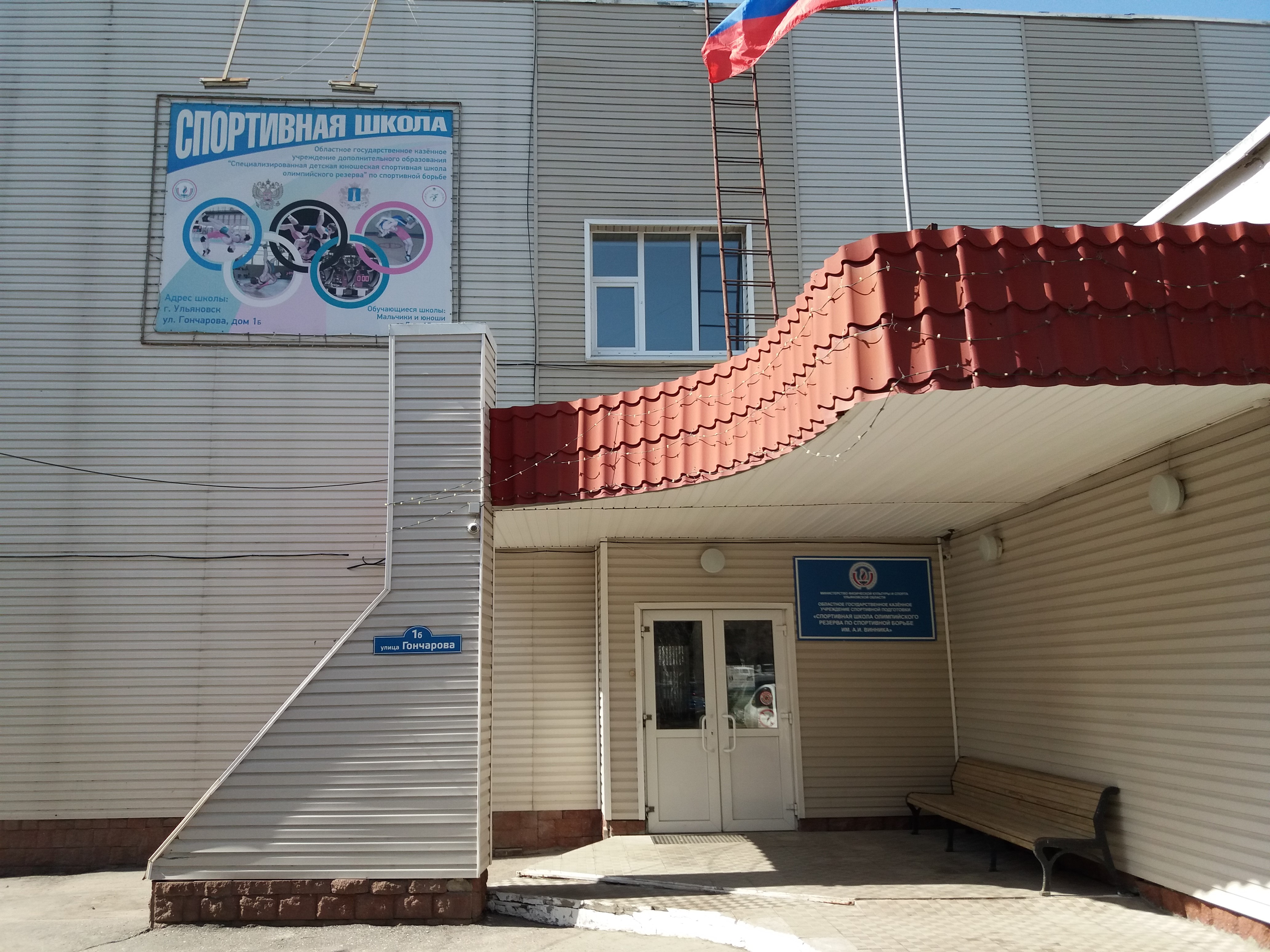
Спортивная школа борьбы им. Винника
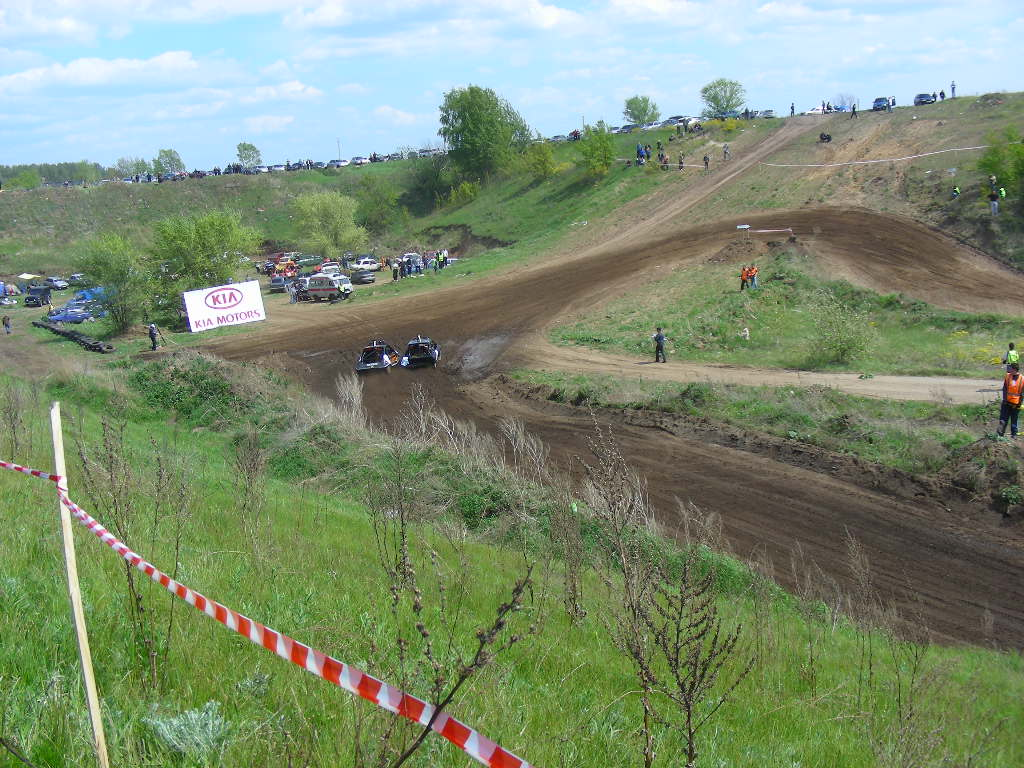
Спортивная трасса «Механика» (Петров овраг)
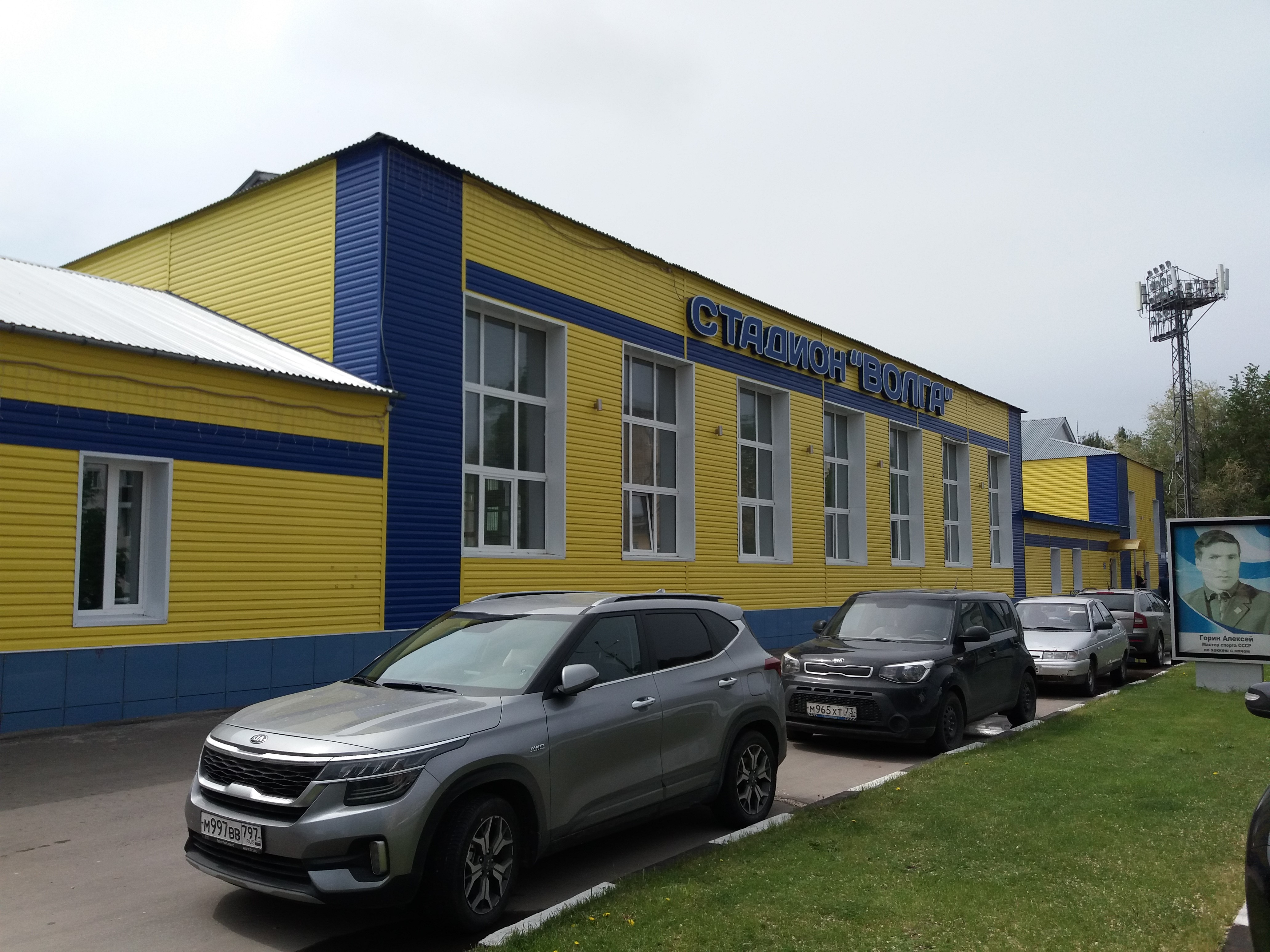
Стадион "Волга"
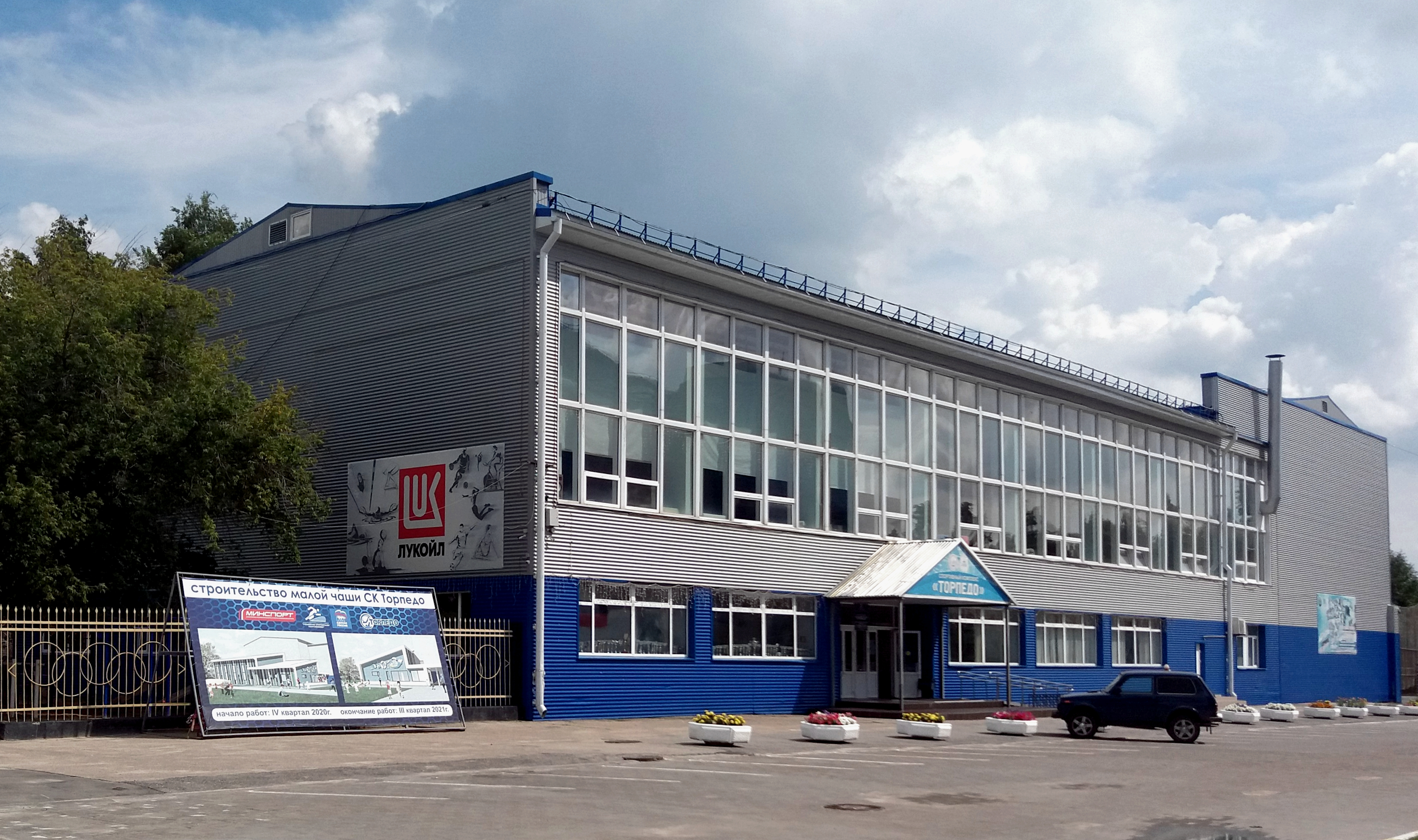
СК "Торпедо"
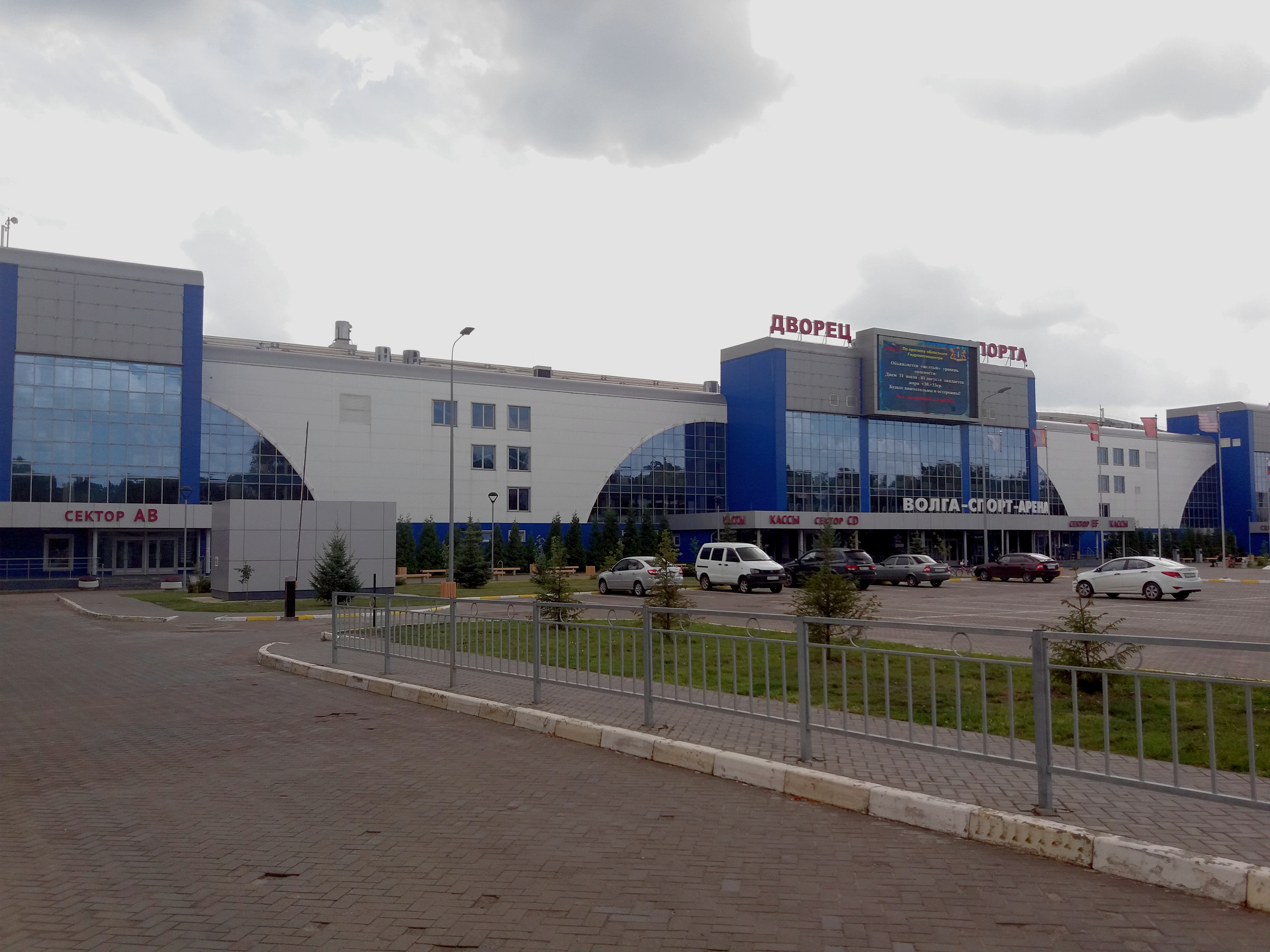
Дворец спорта "Волга-Спорт-Арена"
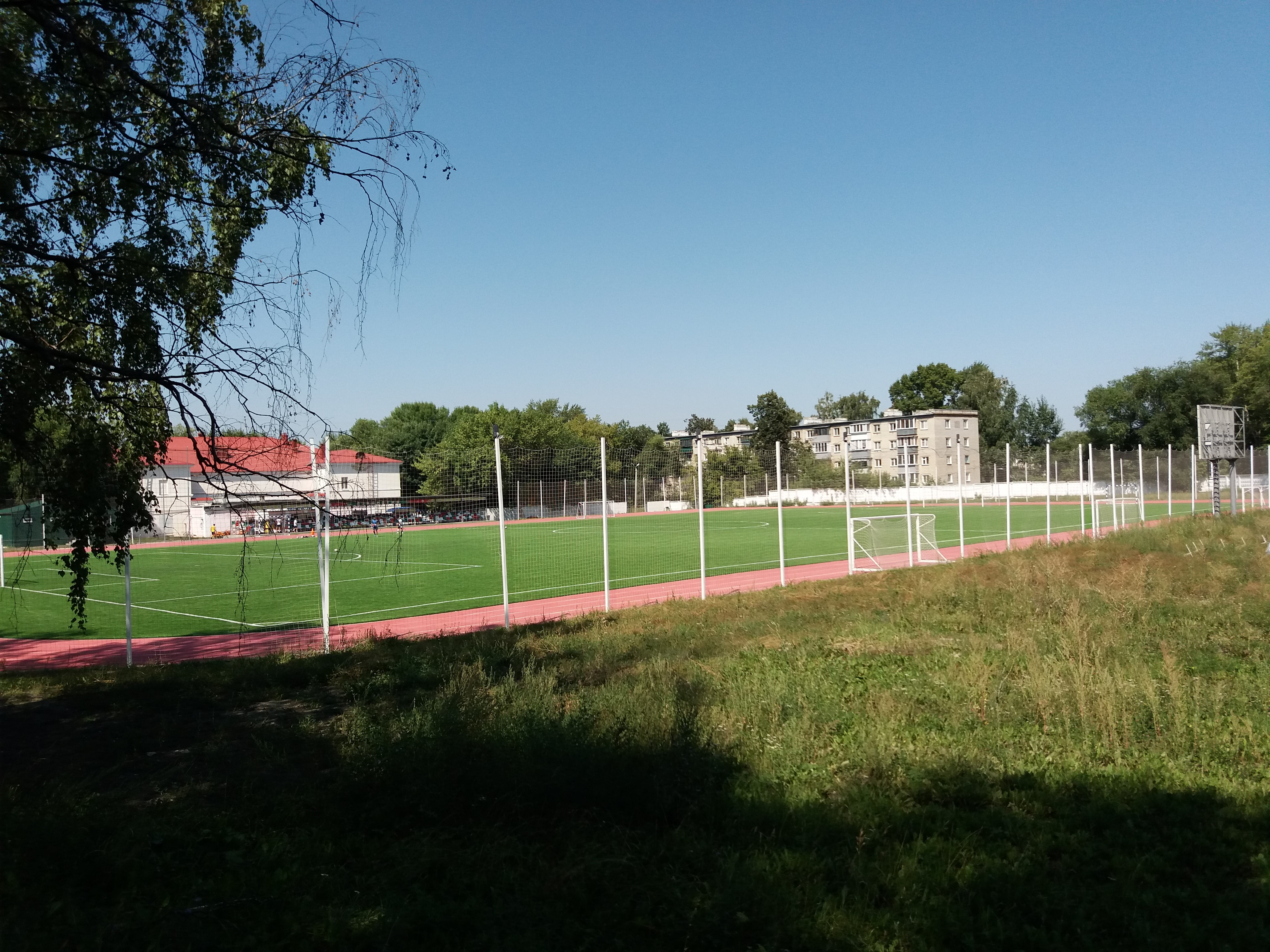
Стадион «Локомотив»
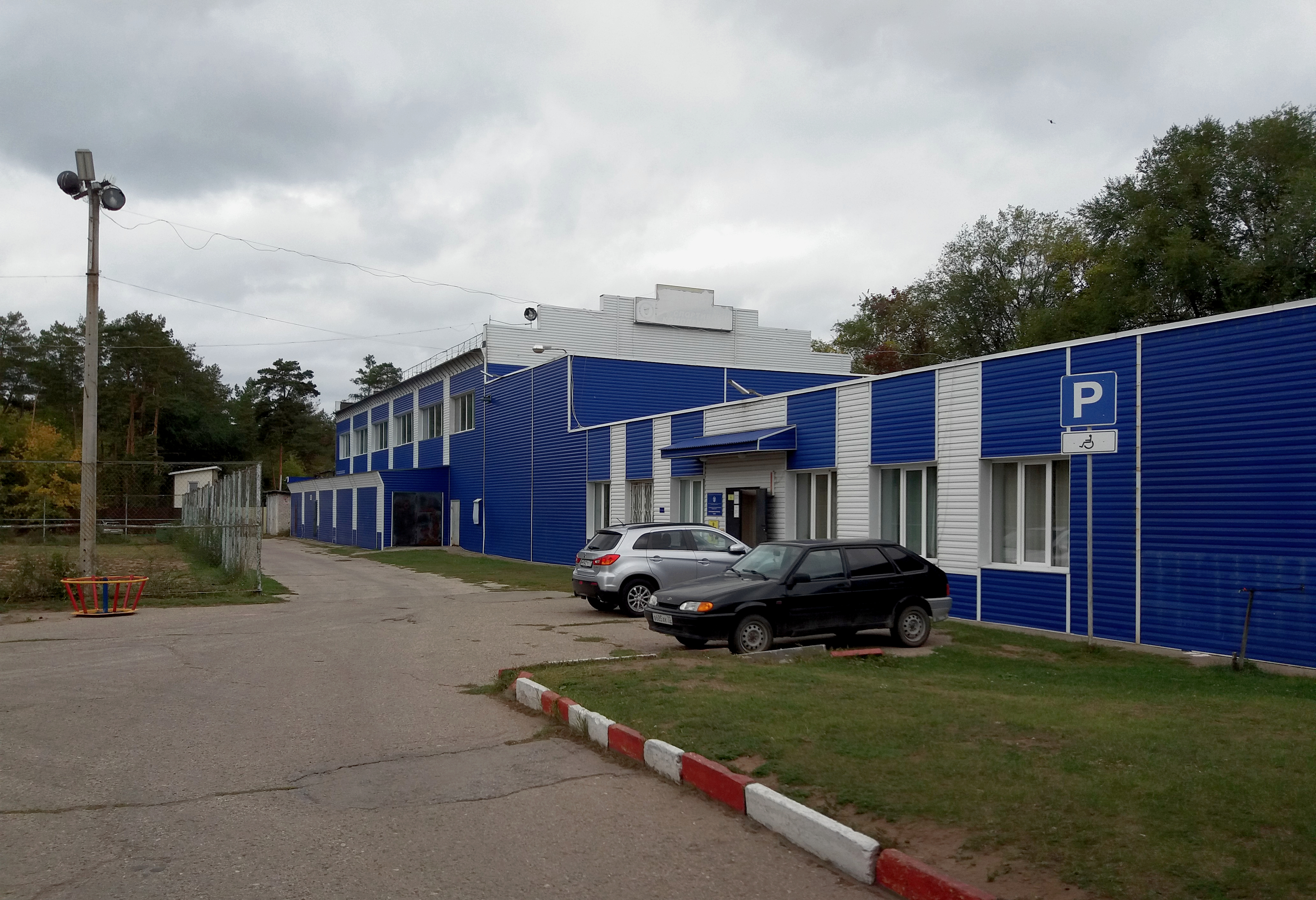
СК «Заря»
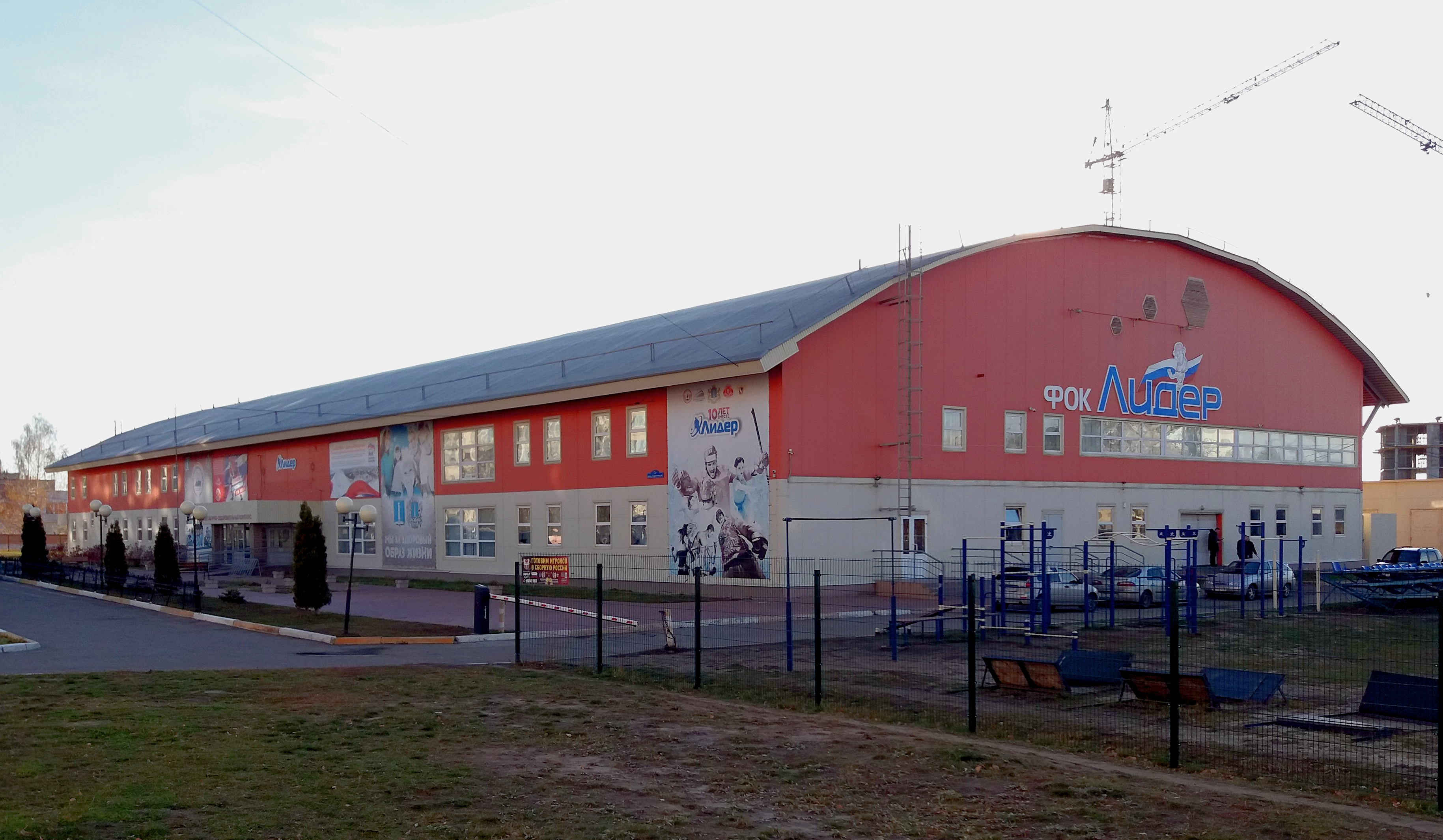
ФОК "Лидер"
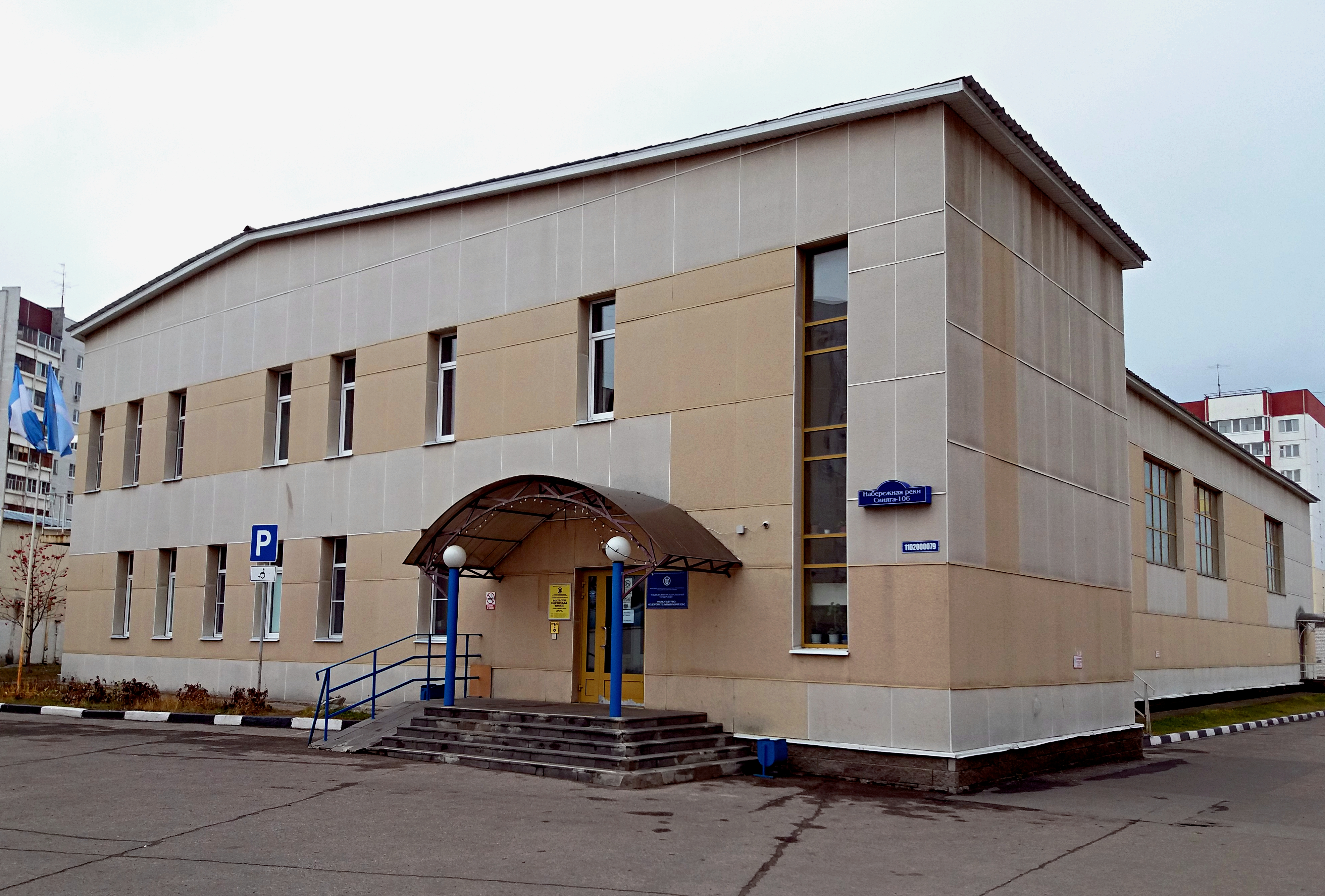
ФОК УлГУ
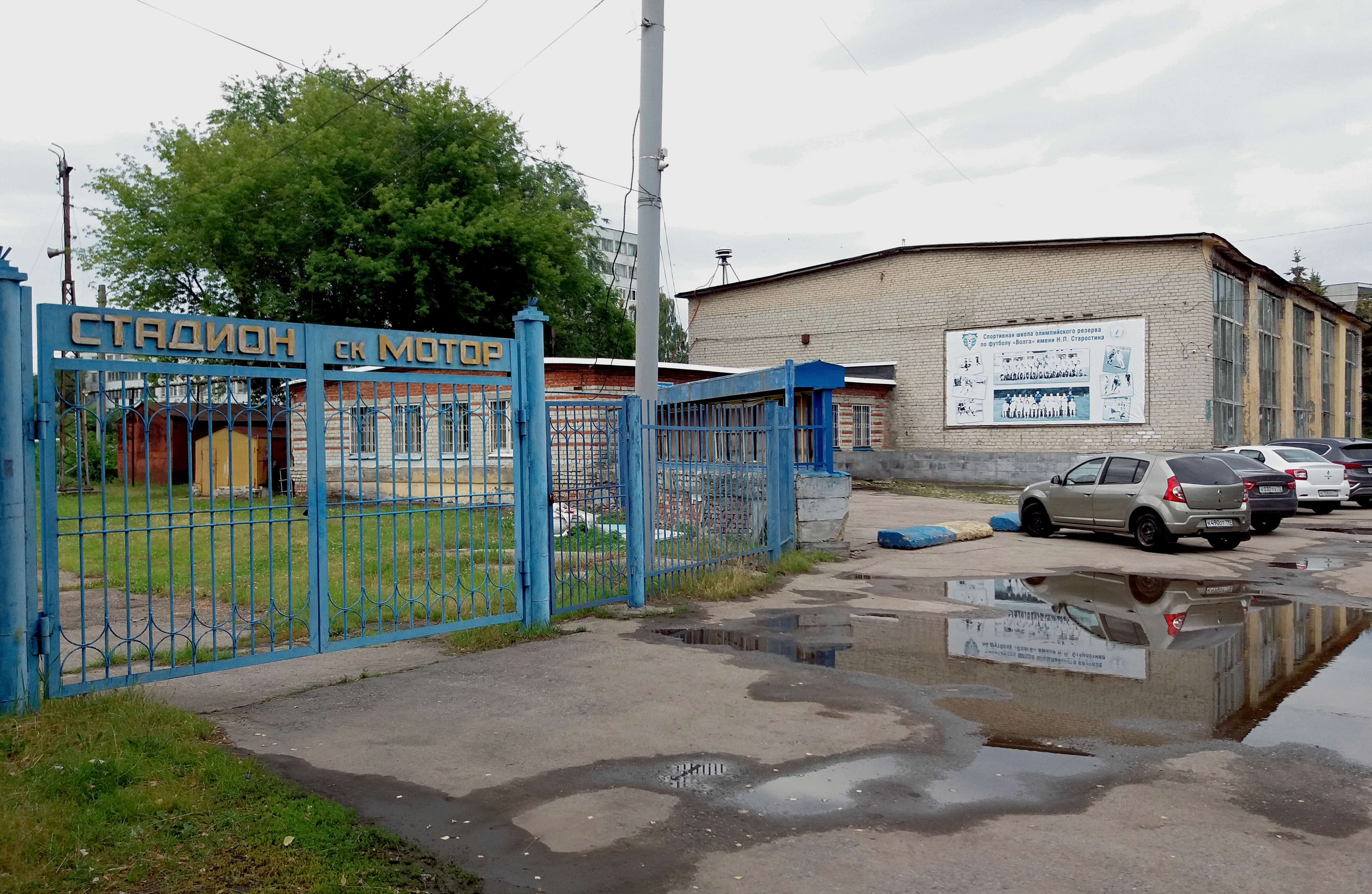
СК «Мотор»
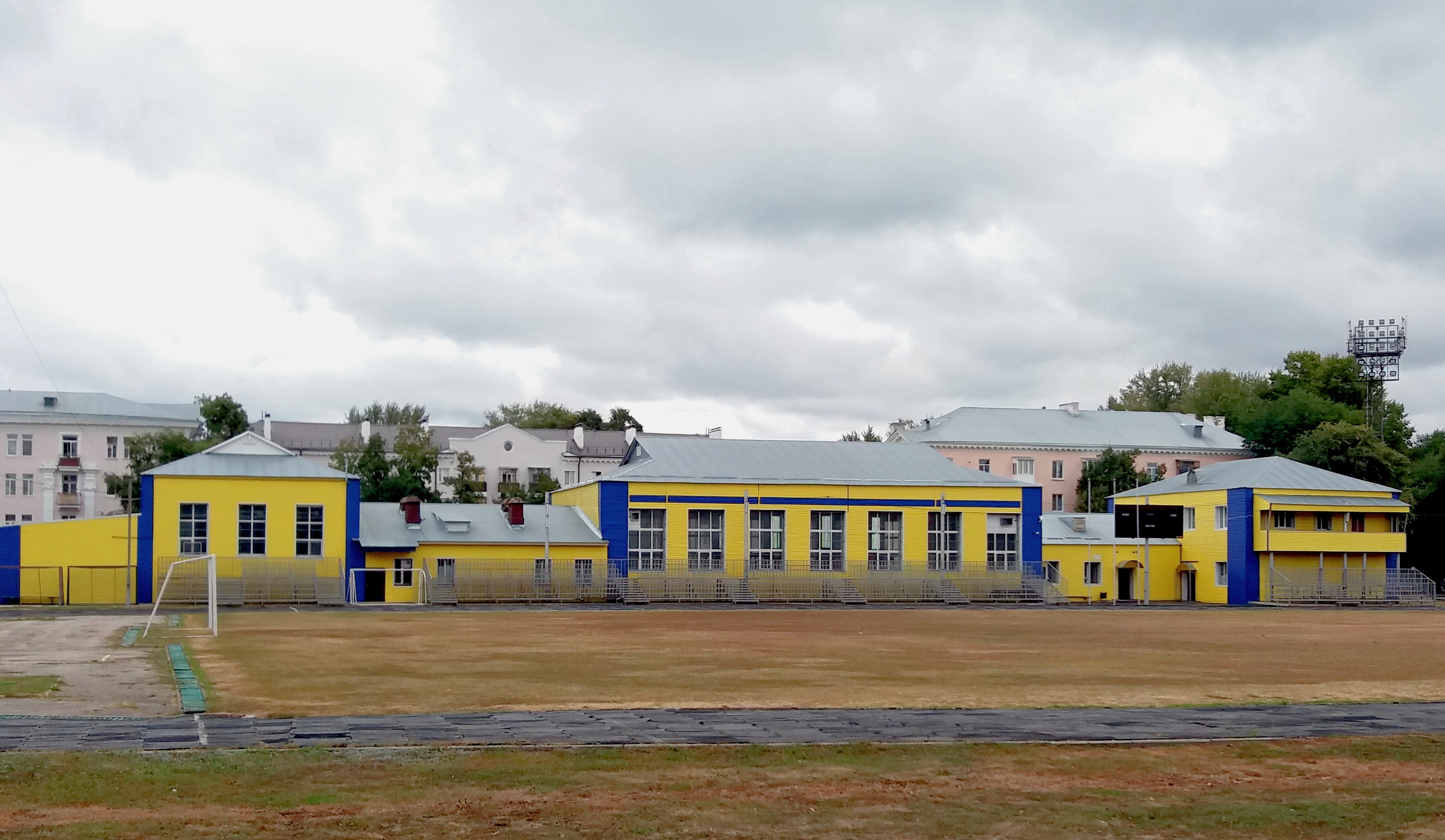
Стадион «Волга»
СК «Олимп» (Верхняя Терраса)
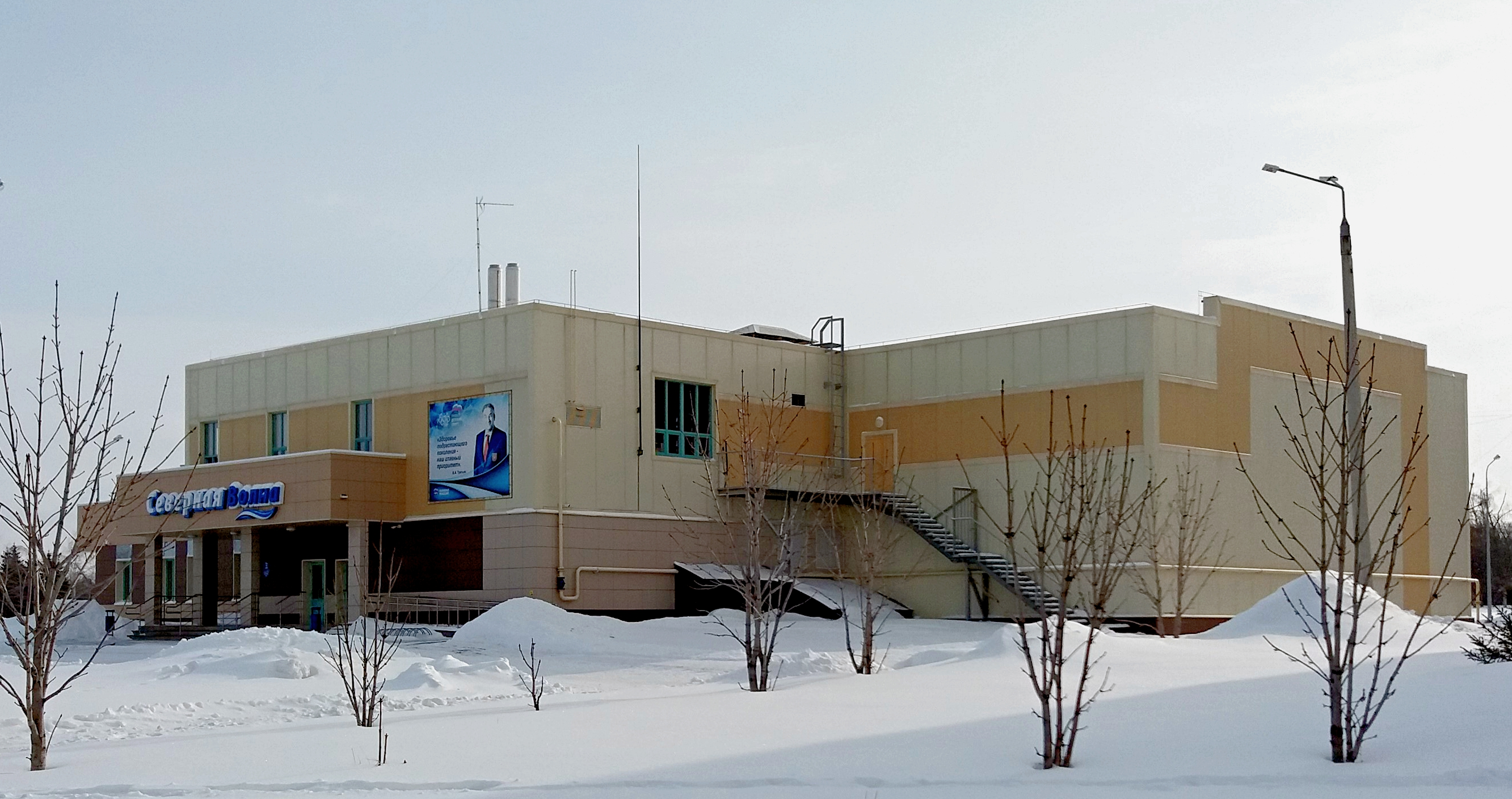
Плавательный бассейн «Северная Волна» УлГТУ
Спортивная школа олимпийского резерва «Юность»
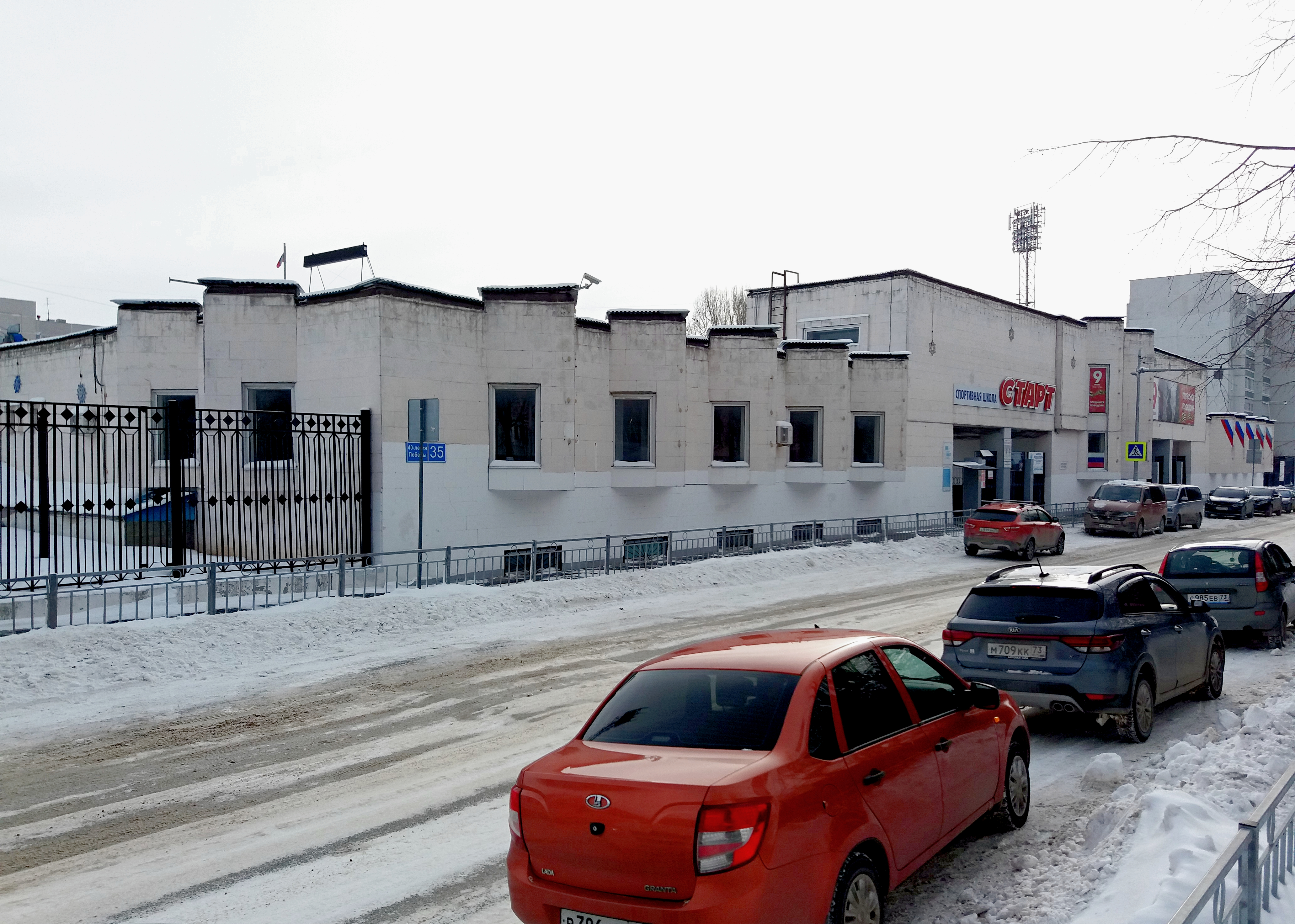
Спортивная школа «Старт»
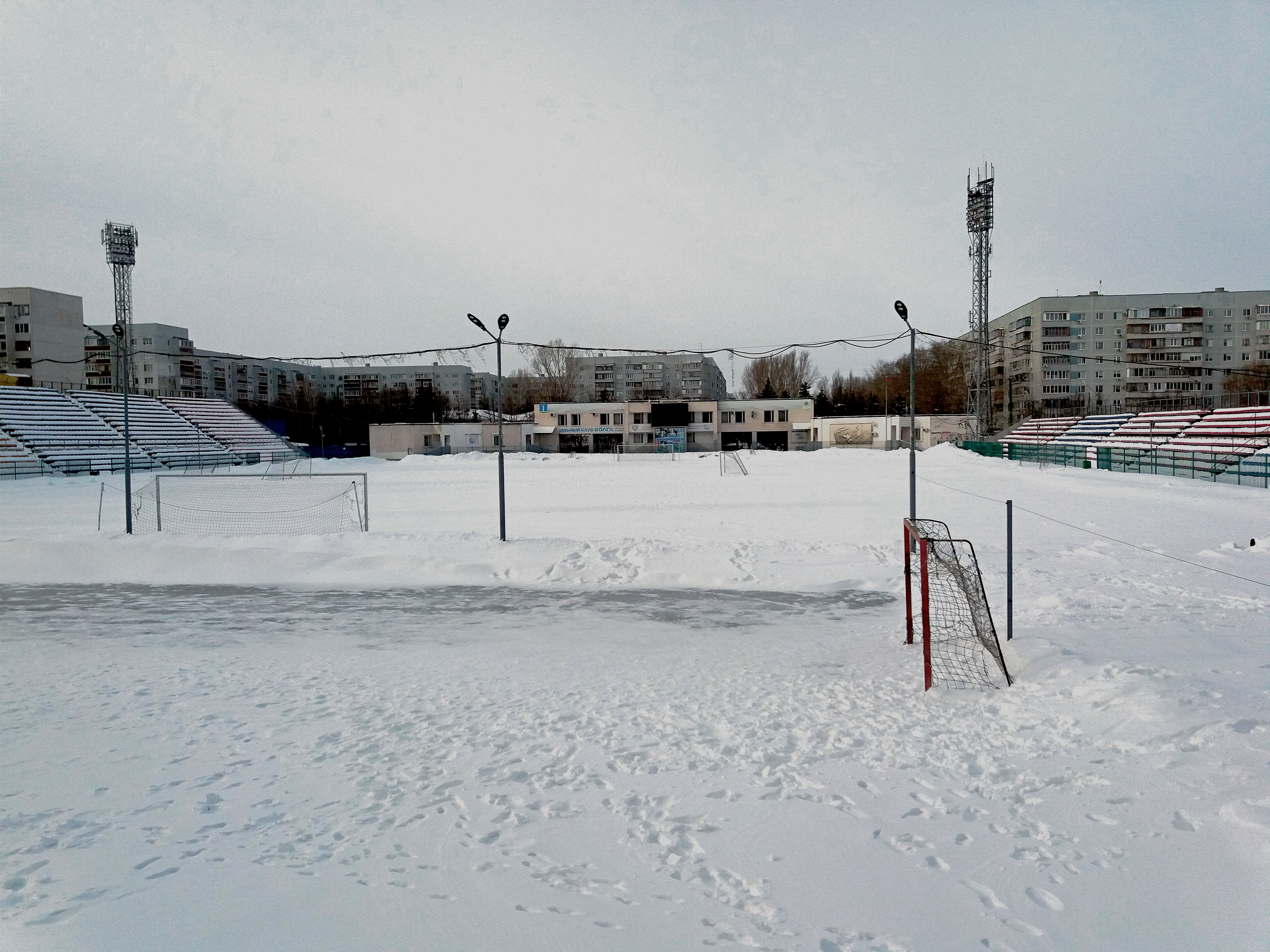
Стадион «Старт»
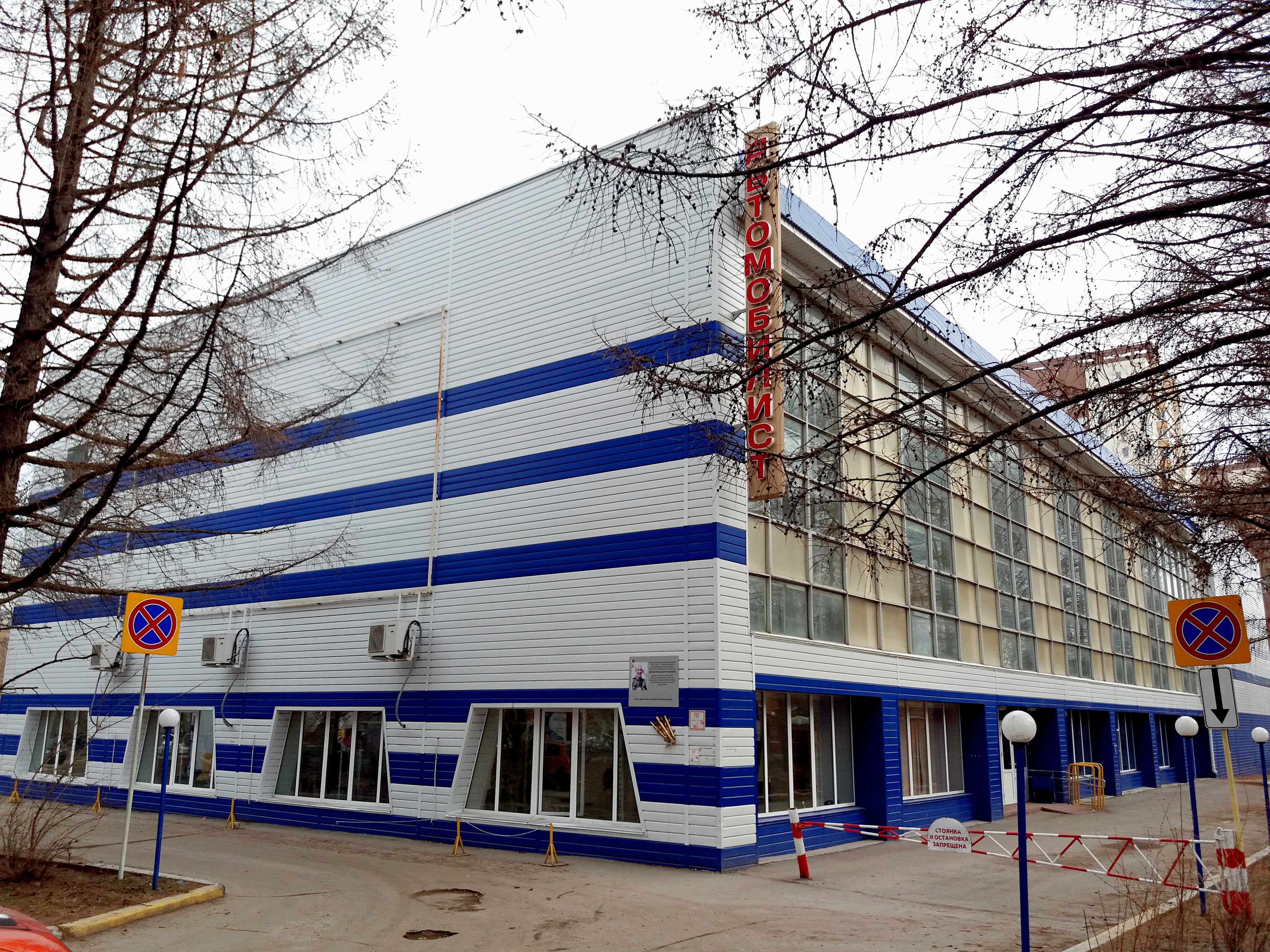
ФОК «Автомобилист»
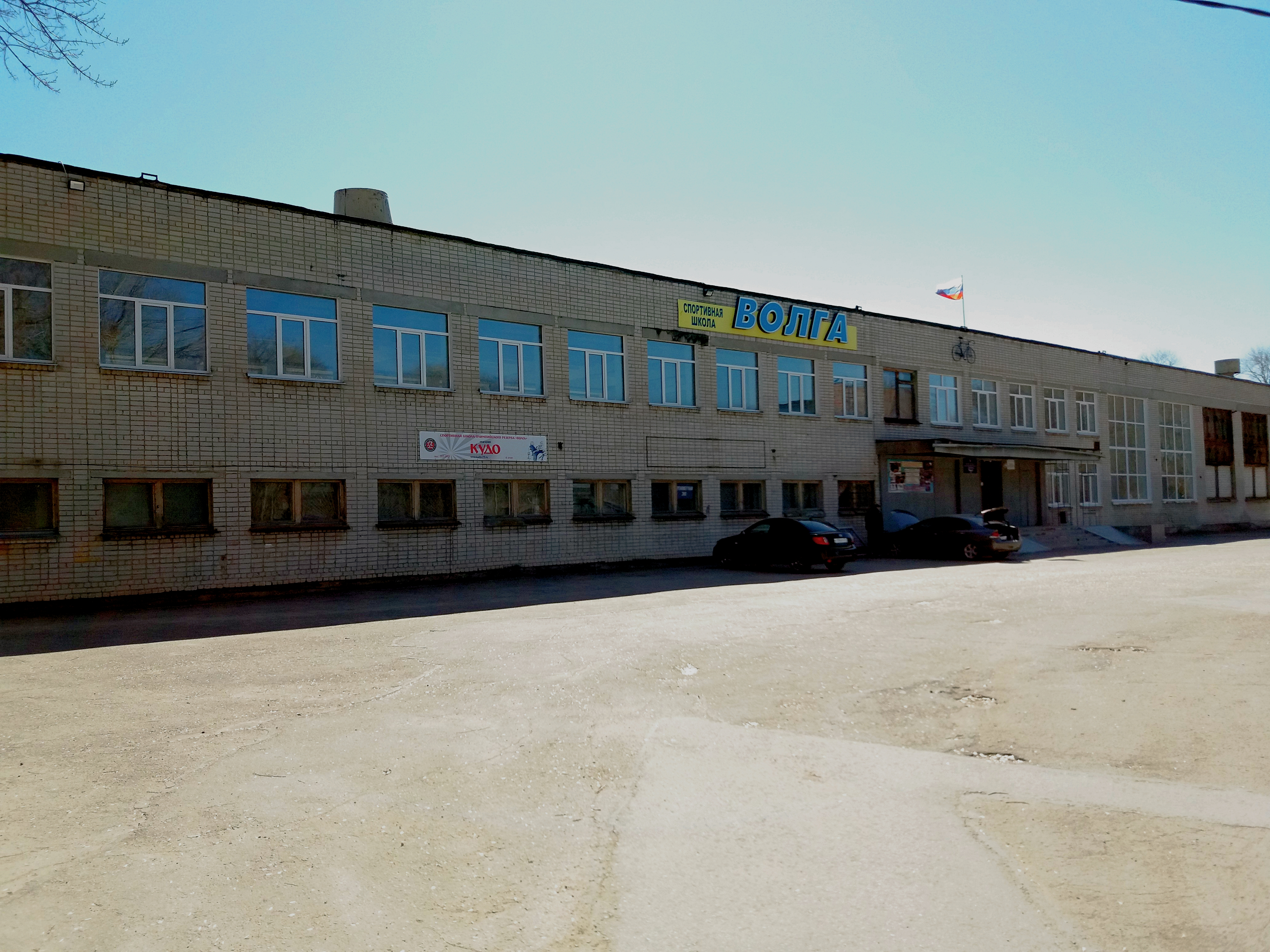
Спортивная школа «Волга»
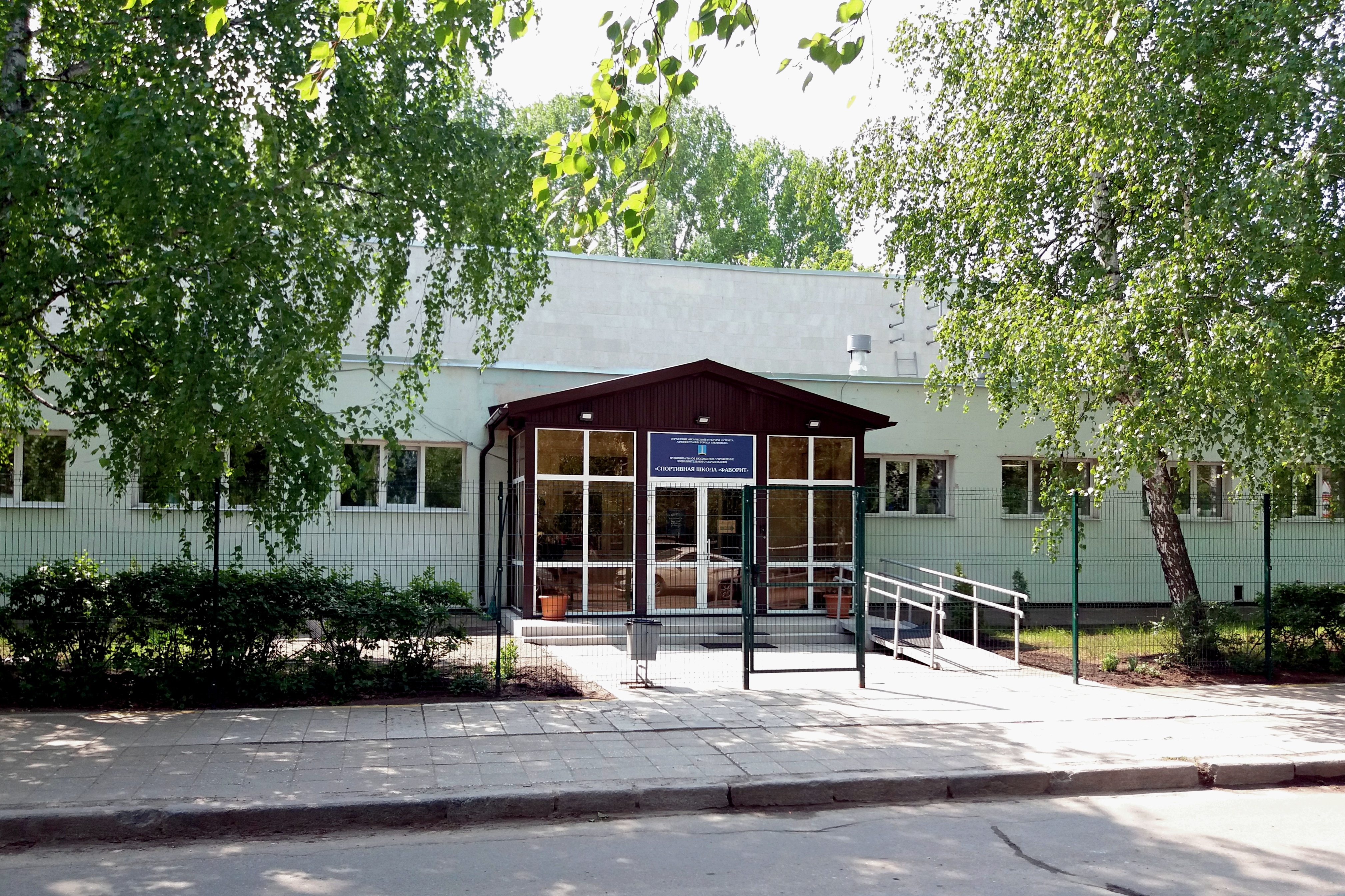
СШ «Фаворит» (Новый Город)
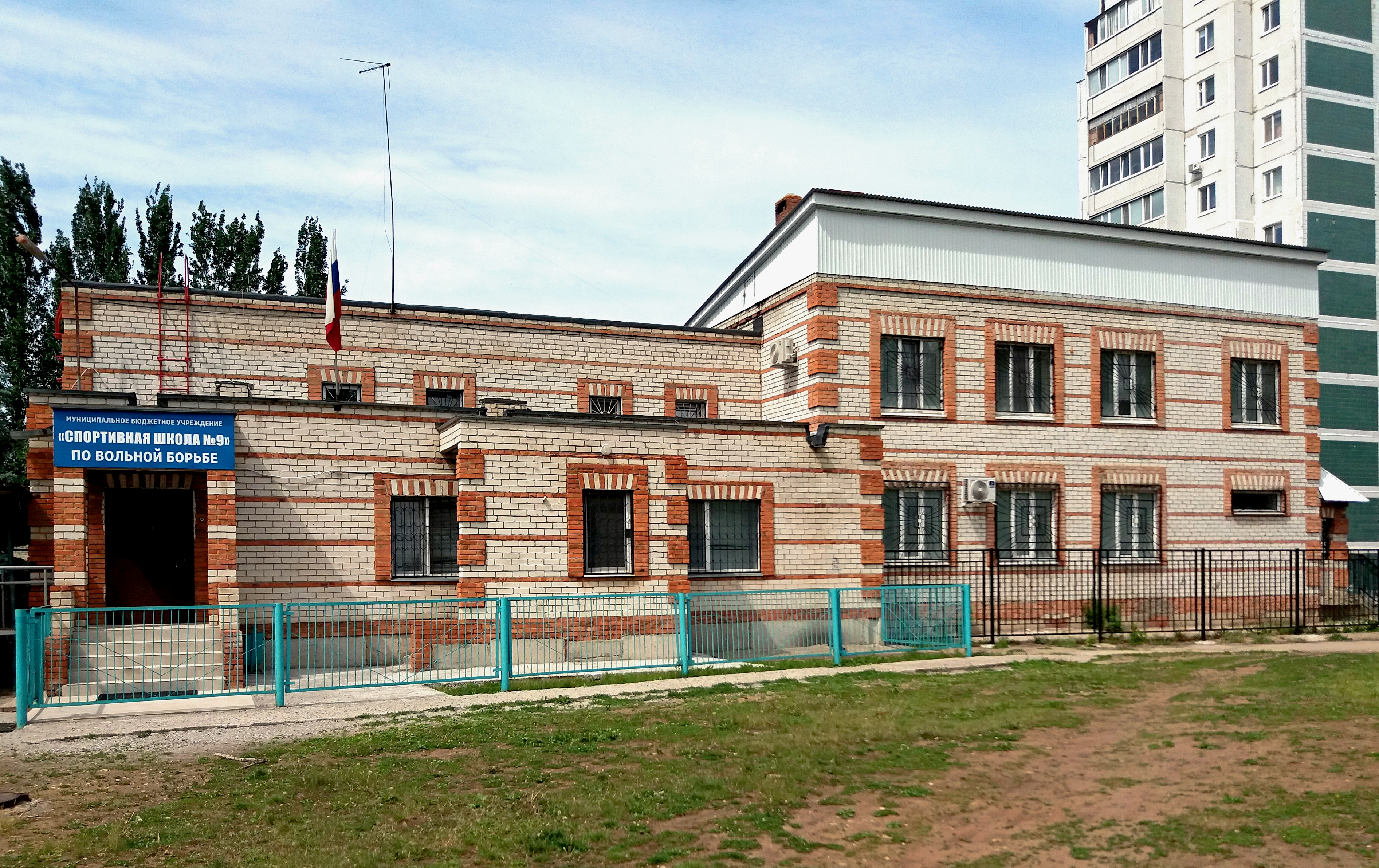
Спортивная школа № 9 (Новый Город)
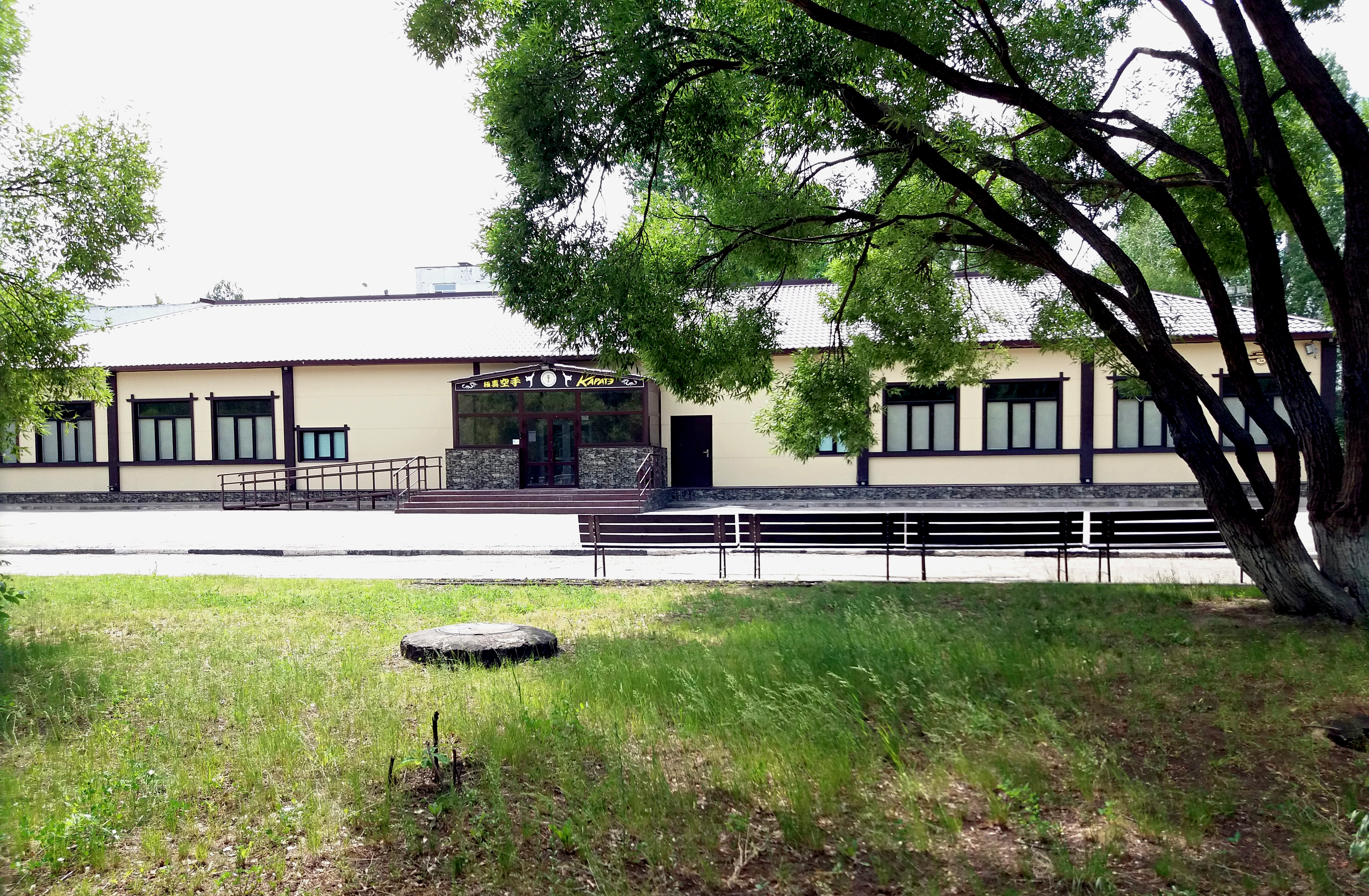
Ульяновский тренировочный центр Кёкусинкай каратэ (Новый Город)
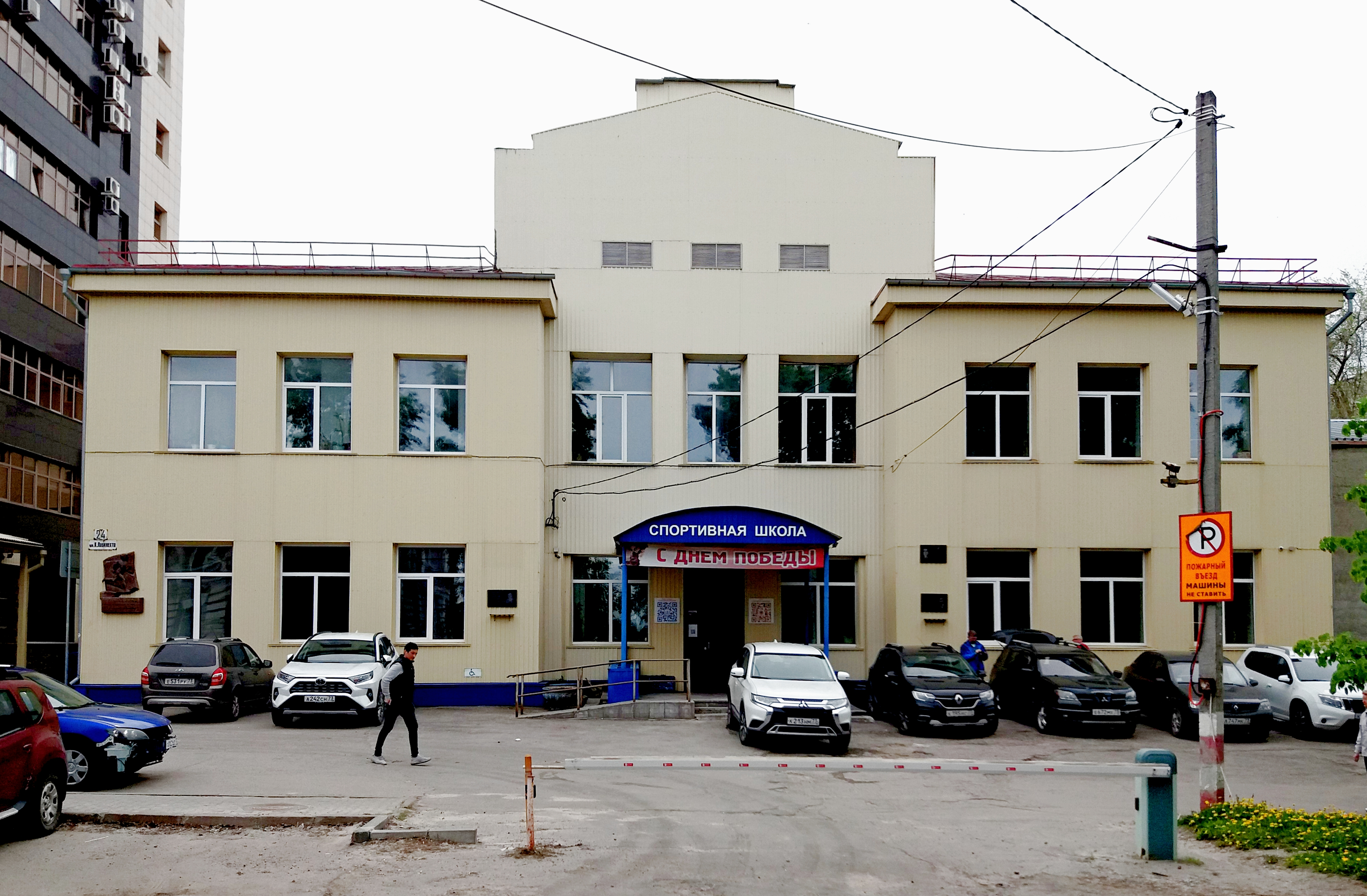
Специализированная спортивная школа олимпийского резерва по лёгкой атлетике
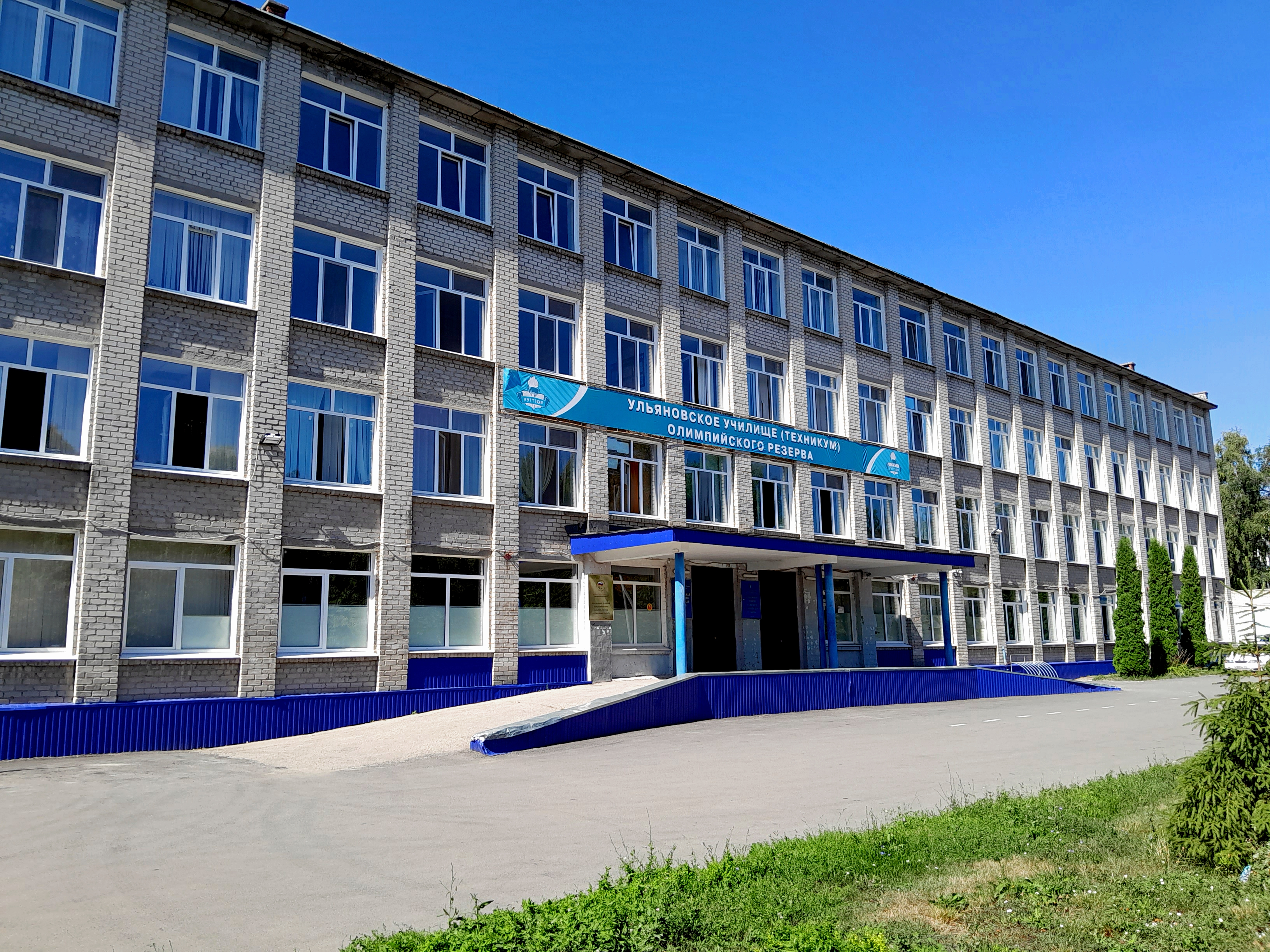
Ульяновское училище (техникум) олимпийского резерва
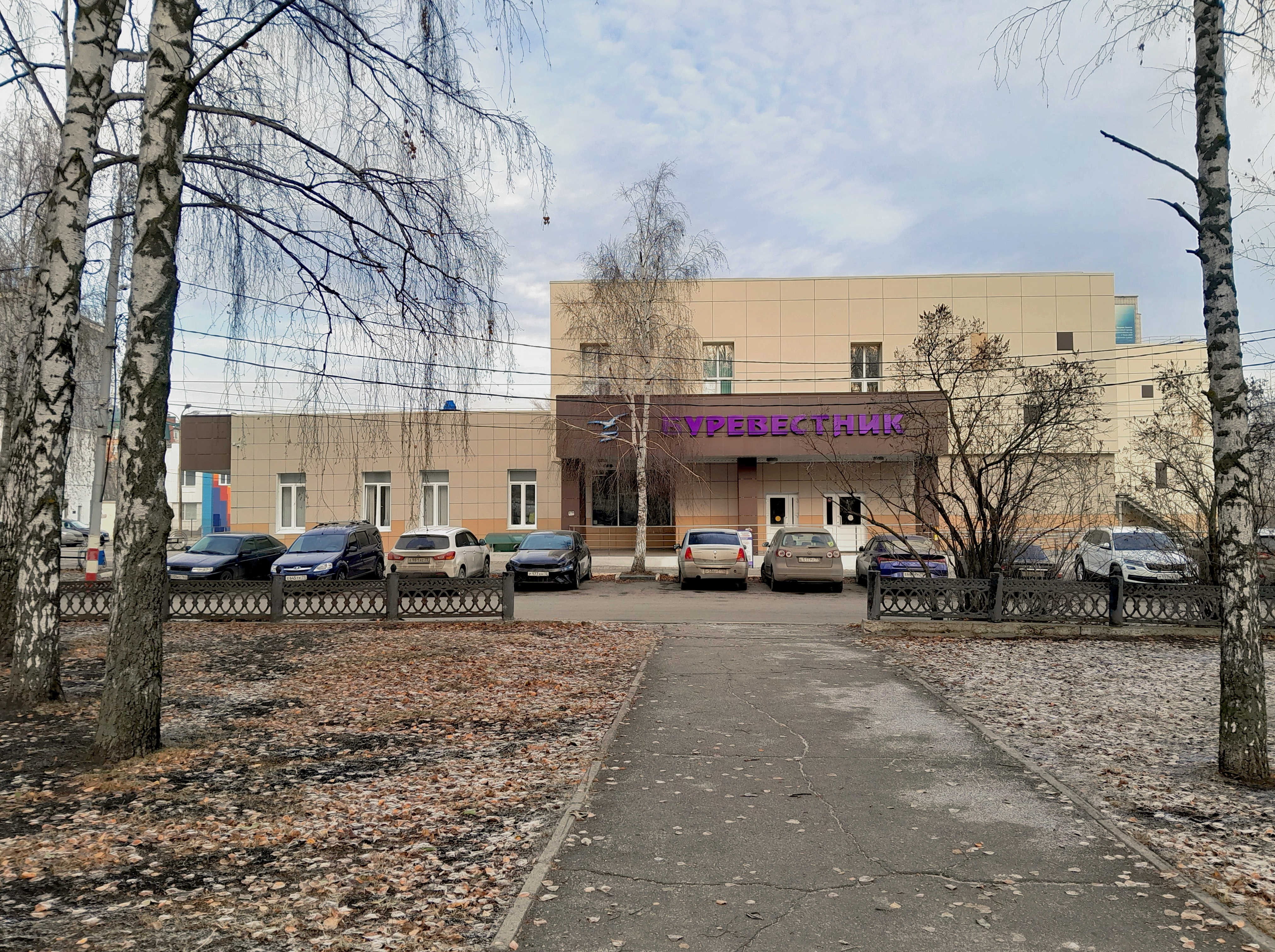
Бассейн УлГПУ «Буревестник».
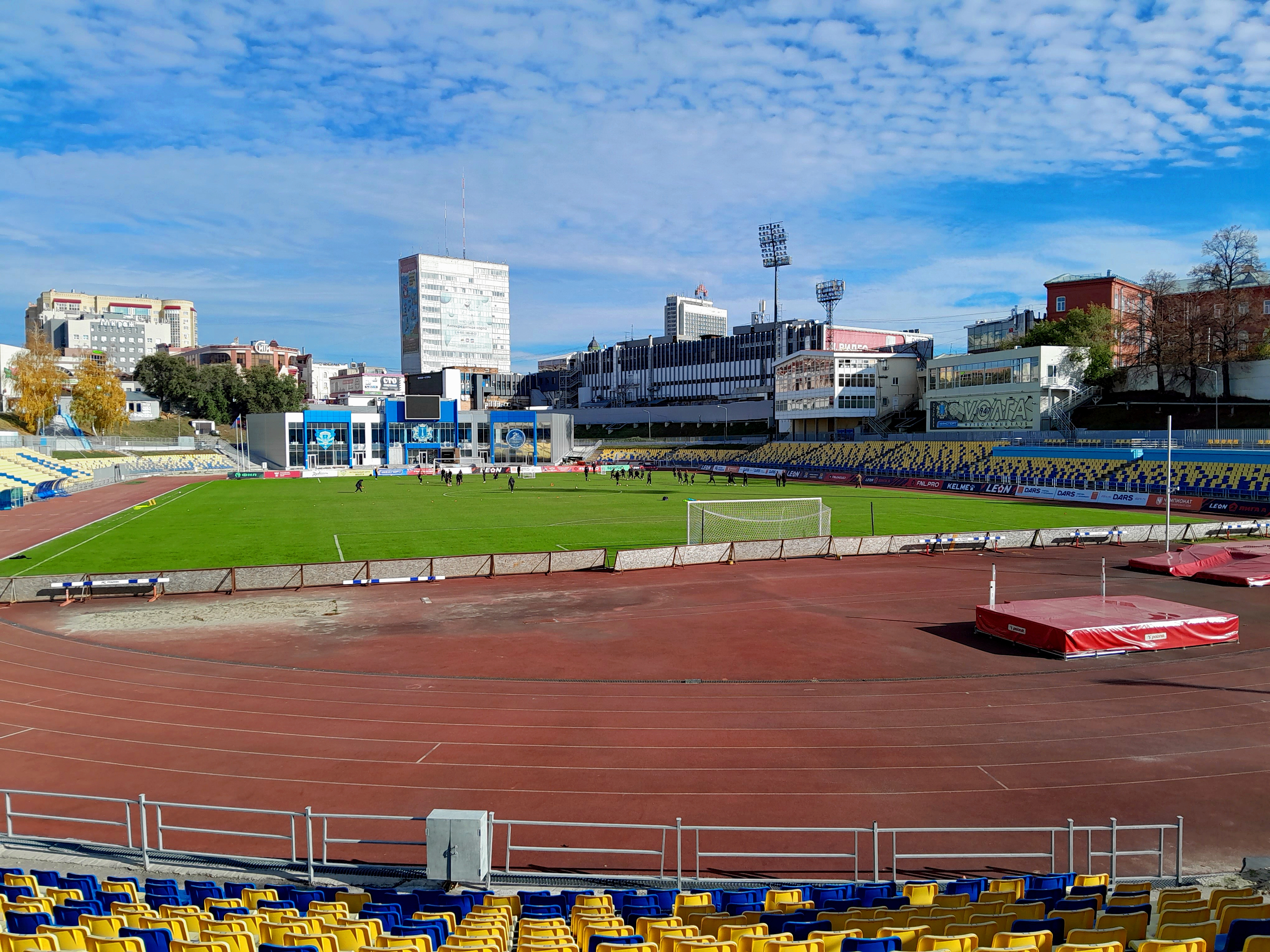
Стадион Труд.

## Спортивные клубы
Ульяновск имеет профессиональные спортивные клубы по нескольким видам спорта:
- Волга (футбольный клуб) — профессиональный футбольный клуб, основан 16 мая 1947 года[57][58].
- Волга (клуб по хоккею с мячом) — команда по хоккею с мячом, играет в Суперлиге. Основана в 1934 году.
- Волга (клуб по хоккею на траве) — команда по хоккею на траве, создана в 1968 году на базе хоккейного клуба «Волга».
- Динамо (клуб по хоккею с мячом) — команда по хоккею с мячом, создана в 1934 году.
- Клуб «Ульяновские моржи» — клуб спортивного зимнего плавания, создан в 2012 году[59].
- «Солнечные Орлы» — команда по флорболу, создана в 1998 году[60][61].
- Ульяновский аэроклуб ДОСААФ России[62][63][64][65][66]

Расформированы
- Торпедо (клуб по хоккею с шайбой) — команда выступавшая в классе «Б» чемпионата СССР[67][68].
- Силуэт (клуб по хоккею с мячом) — женский клуб по хоккею с мячом, создан в 1986 году. Команда в течение трёх сезонов (1987—1990) принимала участие в Чемпионатах РСФСР. Лучший результат — 5 место. 8 марта 1988 года ульяновские хоккеистки стали обладательницами престижного Кубка ВЦСПС — фактически Кубка СССР. Из-за финансовых затруднений «Силуэт» прекратил существование в 1991 году[69].
- Энергия (футбольный клуб) — профессиональный футбольный клуб, участвовавший в соревнованиях в 1993—2006 годах. В 2006 году на базе «Энергии» была воссоздана команда «Волга» Ульяновск. С 2007 года «Энергия» вошла в состав клуба «Волга» в качестве дублирующего состава (молодёжной команды).
- Старт (футбольный клуб) — команда УАПК выступавшая с 1985 по 1991 год в Чемпионатах СССР по футболу, в Кубке РСФСР по футболу 1988 и Кубке СССР—СНГ по футболу 1991/1992[70].
- Старт (клуб по хоккею с мячом) — команда УАПК выступавшая с 1984 по 1991 год Чемпионатах СССР по хоккею с мячом[71].

## Спортивные соревнования в Ульяновске

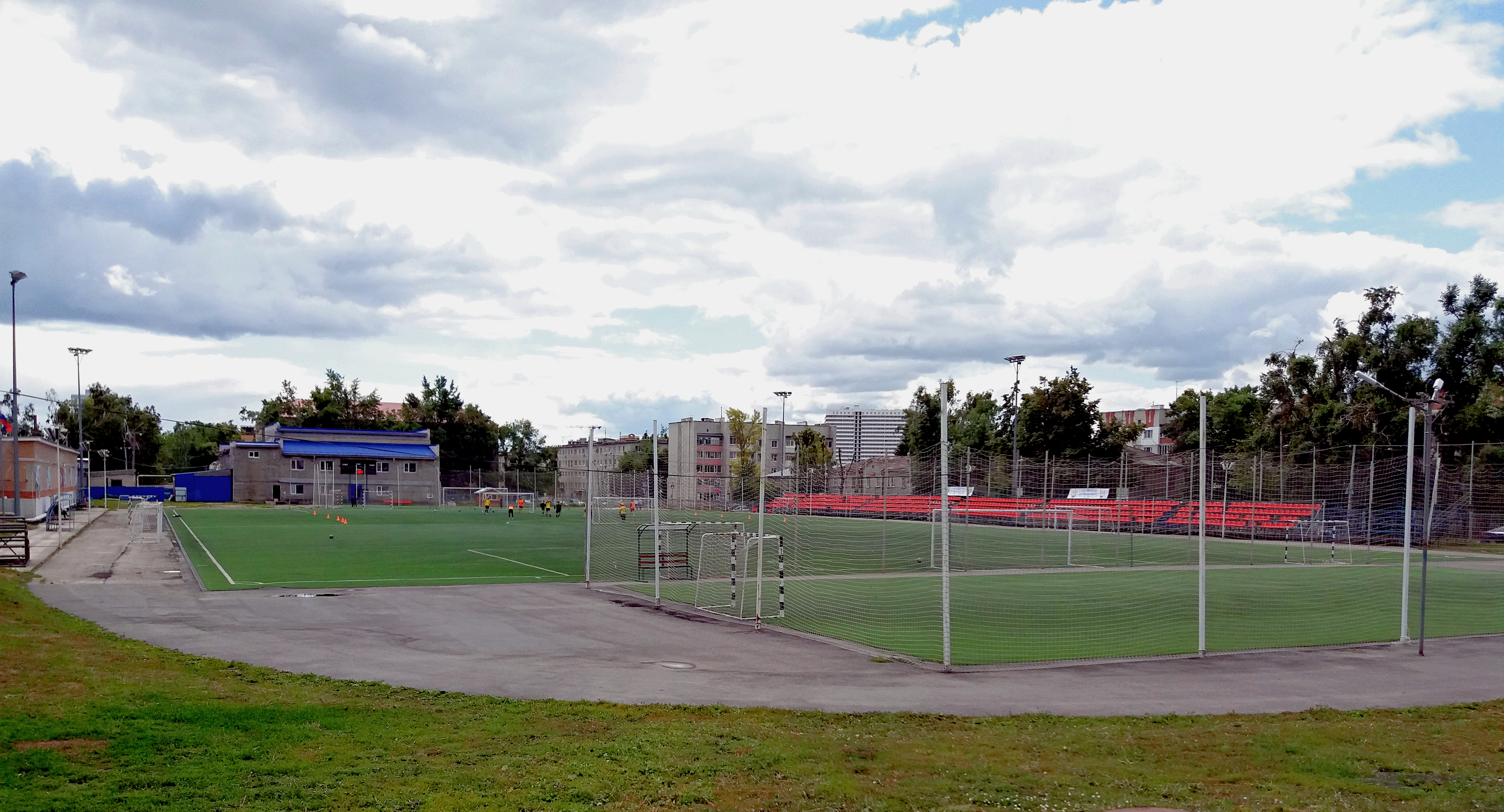
Стадион «Симбирск»

Ежегодно, начиная с 1943 года, проходит легкоатлетическая эстафета на приз газеты «Ульяновская правда».
С 1972 года в Ульяновске проходит всероссийский турнир по греко-римской борьбе памяти дважды Героя Советского Союза Ивана Полбина.
С 1972 года в Ульяновске проходят всероссийские соревнования по автокроссу.
С 1975 года в городе проходят традиционные городские военно-спортивные игры «Ульяновец».
С 1997 года в акватории Куйбышевского водохранилища проходит чемпионат России по парусному спорту среди крейсерских яхт — Кубок Волги.
С 2000 года в легкоатлетическом манеже «Спартак» проходят Традиционный турнир по лёгкой атлетике на призы олимпийского чемпиона Владимира Крылова.
С 2008 года в л/а манеже «Спартак» проходят Всероссийские соревнования по легкой атлетике посвященные памяти Виктора Орешкина.
С 2012 года в ФОК «Спартак» проходит Всероссийский турнир по греко-римской борьбе памяти Рамиса Садиева.

Всероссийский полумарафон ЗаБег. РФ 2021

С 2016 года в легкоатлетическом манеже «Спартак» проходит мемориал заслуженного тренера СССР и России Николая Карпова.
В 2017 году в Ульяновске прошёл благотворительный забег «Дари добро».
26.05.2019 г. состоялся первый ульяновский полумарафон «Майский старт», ставший ежегодным. Также, в городе ежегодно проходит полумарафон «ЗаБег».
28 сентября 2019 года на спортивной трассе «Механика» (Петров овраг) прошло Первенство и Чемпионат Ульяновской области по мотокроссу.
С 2020 года в городе начали проводить турнир по боулспорту в дисциплине петанк.
В июне 2021 года на стадионах города прошли матчи Всероссийского футбольного турнира «Переправа-2021».
16 июля 2022 года на стадионе «Локомотив» в Ульяновске состоялся I Международный турнир по мини-футболу среди ветеранов.

## Хронология соревнований
За всю историю в городе прошло много соревнований самого различного уровня. В Ульяновске проходили такие крупные соревнования, как:
- Чемпионат СССР по хоккею с мячом (с 1955 по 1991);
- Чемпионат СССР по хоккею на траве среди мужчин (с 1970 по 1991);
- Чемпионат СССР по хоккею на траве среди женщин (с 1986 по 1991);
- Первенство России по хоккею с мячом среди команд первой лиги 1992/1993;
- Первенство России по хоккею с мячом среди команд первой лиги 1994/1995;
- Чемпионат России по хоккею с мячом (с 1995 по н.в);
- В 1962 году в Ульяновске прошёл Чемпионат РСФСР по боксу[8];
- В феврале — марте 1970 года проходила IV зимняя Спартакиада народов РСФСР, посвященная столетию со дня рождения В. И. Ленина[104];
- В январе 1972 года в Ульяновске прошёл Международный турнир по хоккею с мячом на приз газеты «Советская Россия» (первое место — СССР, второе — Швеция, третье — Финляндия)[105];
- С 4 по 8 мая 1972 года в Ульяновске прошёл 41-й Чемпионат СССР по классической борьбе.
- В феврале 1973 года прошли Международные соревнования рыболовов в Ульяновске[106].
- С 19 по 22 февраля 1976 года в Ульяновске прошёл 45-й Чемпионат СССР по классической борьбе.
- 29 июня 1977 года на площади Ленина состоялось торжественное открытие VII Всесоюзного финала пионерской военно-спортивной игры «Зарница»[107].
- 25-28 февраля 1978 года на Центральном стадионе имени Ленинского комсомола прошёл VI Чемпионат мира по хоккею с мячом среди юниоров (первое место заняла сборная Швеции, второе — сборная СССР, третье — сборная Финляндии);
- 10 января 1979 года в Ульяновске прошёл финал 9-х Всесоюзных финальных игр на приз клуба ЦК ВЛКСМ «Плетёный мяч»[108].
- 21 февраля 1983 года на Центральном стадионе имени Ленинского комсомола закончился III Чемпионат мира по хоккею с мячом среди юношей (первое место — СССР, второе — Швеция, третье — Финляндия);
- В январе 1985 года в городе состоялись Всесоюзные финальные игры на приз клуба ЦК ВЛКСМ «Плетёный мяч»[109].
- С 2 по 8 февраля 1985 года на Центральном стадионе им. Ленинского комсомола проходила VIII зимняя Спартакиада народов РСФСР[104];
- В 1987 году в Манеже Пединститута прошёл Кубок СССР по классической борьбе[110].
- 17.12.1997 года на Центральном стадионе прошёл товарищеский матч Россия — Швеция[111].
- 1-4 марта 2000 года Чемпионат России по боксу среди женщин[112];
- Чемпионаты России по греко-римской борьбе (2002, 2004);
- С 5 по 7 июля 2002 года в Ульяновске прошёл 41-й Международный турнир серии Гран-при по греко-римской борьбе имени Ивана Поддубного[113].
- 3—9 мая 2003 года Чемпионат России по боксу среди мужчин[114];
- 14—17 сентября 2006 года на стадионе «Труд» прошли II Малые олимпийские игры ПФО;
- 15 по 20 сентября 2008 года в СК «Новое поколение» прошёл Чемпионат России по тхэквондо[26];
- 29—31 января 2010 года на стадионе «Труд» прошёл XXII Чемпионат мира по хоккею с мячом среди юниоров по бенди[115];
- 10—13 июня 2010 года в Ульяновске состоялся Первый Кубок России по вертолётному спорту и 4-й Чемпионат Приволжского Федерального округа (параллельный зачёт). Соревнования прошли на аэродроме «Белый Ключ» Ульяновского аэроклуба РОСТО-ДОСААФ[116].
- С 5 по 12 января 2011 года в Ульяновске прошли Всероссийские соревнования по хоккею с мячом на призы клуба «Плетёный мяч» среди юношей[117][118].
- 14 мая 2011 года в спорткомплексе «Новое поколение» прошли соревнования на Кубок России по Кудо[119].
- 19.12.2011 года на Центральном стадионе прошёл товарищеский матч Россия — Швеция[120].
- 2 июня 2012 года на аэродроме «Белый Ключ» состоялся 47-й Открытый Чемпионат России по вертолётному спорту[121].
- 10-11 апреля 2013 года в городе прошли Всероссийские соревнования по спасательному спорту на Кубок Министра Российской Федерации по делам гражданской обороны, чрезвычайным ситуациям и ликвидации последствий стихийных бедствий[122].

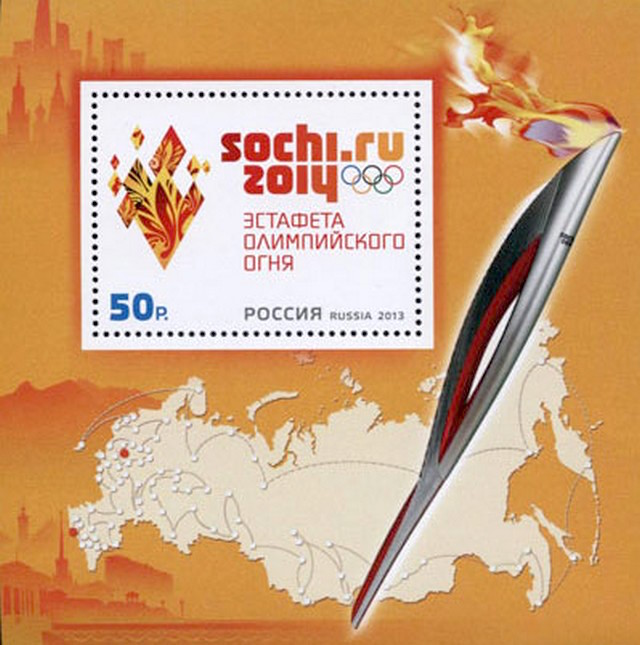
Почтовый блок России, 2013 г. Эстафета Олимпийского огня. 94-м по счёту был город Ульяновск

- Почтовый блок России, 2013 г. Эстафета Олимпийского огня. 94-м по счёту был город Ульяновск26 декабря 2013 года город Ульяновск принимал Эстафету олимпийского огня зимних Олимпийских игр 2014 года[123];
- С 2015 года во ДС «Волга-Спорт-Арена» ежегодно проходят Международные турниры на Кубок «Волга-Спорт-Арена» по бенди[124][125];
- C 27 сентября по 4 октября 2015 года в Ульяновске проходил III Международный фестиваль школьного спорта государств — участников СНГ[126][127].

Талисман чемпионата мира по хоккею с мячом 2016 года

- Талисман чемпионата мира по хоккею с мячом 2016 годаС 1 по 14 февраля 2016 года прошёл 36-й Чемпионат мира по хоккею с мячом;
- 11—16 августа 2017 года в городе прошёл I Фестиваль национальных видов спорта и игр государств — участников СНГ;
- 22−24 марта 2018 года в городе прошёл XXII-й Чемпионат мира по хоккею с мячом среди юношей[128][129].
- 21 июля 2019 года в городе состоялись Всероссийские соревнования по велоспорту[130];
- С 31 июля по 5 августа 2019 года на «ЦС имени Льва Яшина» и на стадионе УлТУ прошли чемпионат и первенство России по стрельбе из арбалета[131];
- 12—19 августа 2019 года во ДС «Волга-Спорт-Арена» и на ЦС «Труд имени Льва Яшина» прошёл XX чемпионат мира по стрельбе из арбалета[132][133][134][135][136][137];
- 13—17 сентября 2019 года в Ульяновске прошёл I Всемирный фестиваль боевых искусств ТАФИСА[138][139][140].
- 12 октября 2019 года в Ульяновске на ФОК «Орион» прошёл III Всероссийский турнир по кудо, посвящённый памяти сотрудникам ЦСН ФСБ России[141];
- С 10 по 20 августа 2020 года на территории аэродрома «Белый Ключ» прошёл 60-й чемпионат ВДВ по парашютному спорту, который также является открытым Чемпионатом России по парашютному спорту и Кубок командующего ВДВ по парашютному спорту как в индивидуальном, так и в командном зачете[142][143][144][145].
- С 24 октября по 1 ноября 2020 года в Ульяновске во Дворце спорта «Волга-Спорт-Арена» проходил Чемпионат России по боксу среди женщин.[146]
- 2—5 декабря в Ульяновске и области проходил четвёртый финальный этап Чемпионата России по ралли-рейдам сезона 2020[147][148].
- С 11 по 16 сентября 2021 года в г. Ульяновске состоялся VIII Международный фестиваль школьного спорта государств — участников СНГ[149][150].
- 12—15 июня 2022 года во ДС «Волга-Спорт-Арена» прошёл Всероссийский турнир по смешанному боевому единоборству ММА памяти Петра Минеева[151][152][153]. И отметили Международный день спортивной борьбы[154][155][156].
- 25—26 июня 2022 года на Центральном пляже города Ульяновска (спуск Степана Разина, 12А, спортивные площадки УМОО «Федерация пляжного волейбола») прошёл открытый Всероссийский турнир по пляжному волейболу «MARRBAXX CUP 2022»[157][158][159].
- С 3 по 15 июля 2022 года в городе прошла VIII Всероссийская летняя универсиада. Соревнования прошли: по бадминтону (6 — 10 июля)[160], боксу (4 — 9 июля)[161], греко-римской борьбе (3 — 6 июля)[162], спортивному ориентированию (5 — 9 июля)[163], тхэквондо ВТФ (7 — 10 июля)[164] и шахматам (10 — 15 июля)[165][166].
- 5—10 июля 2022 года в Ульяновске прошёл Чемпионат России по парусному спорту класса «Микро» 2022[167][168][169].
- 16 июля 2022 года на ЦС «Труд имени Льва Яшина» состоялся Кубок России по лёгкой атлетике среди ветеранов[170][171][172].
- С 29 июня по 1 июля 2023 года в Ульяновске прошёл Чемпионат России по парусному спорту класса «Микро»[173][174].
- С 18 по 20 августа 2023 года на аэродроме Белый Ключ состоялись Всероссийские соревнования по парашютному спорту памяти Героя России Александра Шишкова[175].
- 12—16 октября 2023 г. в Ульяновске во ДС «Волга-Спорт-Арена» прошёл 35-й чемпионат страны по бодибилдингу и фитнесу[176][177][178].
- 28 апреля 2024 г. во ДС «Волга-Спорт-Арена» прошли финальные поединки открытого Кубка России по кикбоксингу и профессиональные бои турнира ФКР ПРО, организованного компанией Fight Nights совместно с Федерацией кикбоксинга России[179].
- 4 мая 2024 г., во ДС «Волга-Спорт-Арене» прошли Всероссийские соревнования по бодибилдингу «Большая Волга»[180].
- С 29 июня по 1 июля 2024 г. в Ульяновске прошёл Чемпионат России по парусному спорту в классе «Микро»[181][182].
- С 5 по 7 сентября 2024 г. в городе прошёл Всероссийский чемпионат по беспилотным технологиям «Соколиная охота»[183][184][185].
- с 24 по 30 июня 2025 г. в Ульяновске прошёл Чемпионат России по парусному спорту в классе яхт «микро»[186].
- с 13 по 19 июля 2025 г. в акватории Куйбышевского водохранилища реки Волга от Ульяновска до Сенгилея прошёл Чемпионат России по парусному спорту в классе крейсерских яхт «Четвертьтонник» и «800»[187].

## Галерея I

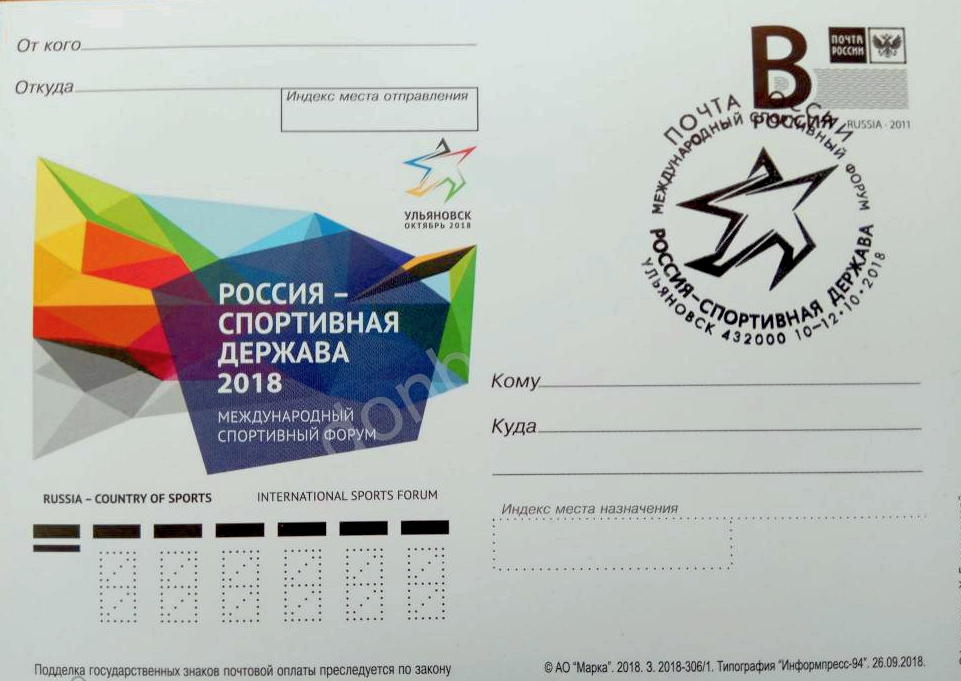
ПК РФ, 2018. Форум Россия спортивная держава. СГ Ульяновск.
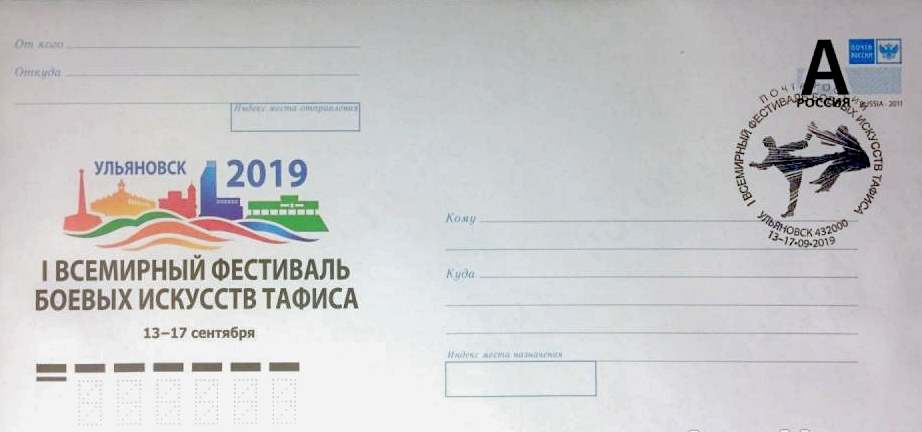
ХМК РФ, 2019. Ульяновск. 1 Всемирный Фестиваль боевых искусств ТАФИСА со СГ.
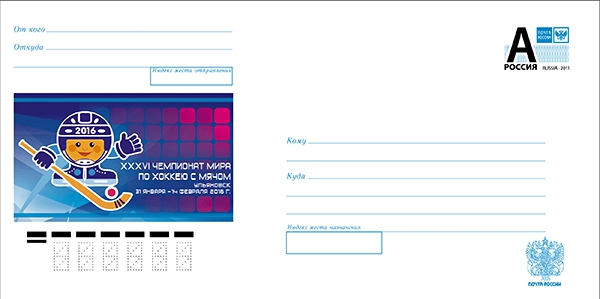
ХМК РФ, 2015. Ульяновск. XXXVI Чемпионат мира по хоккею с мячом.

## Известные спортсмены города
Спортсмены-олимпийцы:
- Белоусова Людмила Евгеньевна (двукратная Олимпийская чемпионка, фигурное катание)[188];
- Константинов Виталий Викторович (Олимпийский чемпион, классическая борьба)[189];
- Крылов Владимир Валентинович (Олимпийский чемпион, лёгкая атлетика)[190];
- Фокин Сергей Александрович (Олимпийский чемпион 1988, футбол)[191];
- Лампеев Вячеслав Фролович (бронзовый призёр Олимпийских игр, хоккей на траве)[192];
- Лезин Алексей Владимирович (бронзовый призёр Олимпийских игр, бокс)[193];
- Гулиев Зафар Сафар оглы (бронзовый призёр Олимпийских игр, классическая борьба)[194];
- Пучков Александр Николаевич (бронзовый призёр Олимпийских игр, легкоатлет)[195];
- Голованов Евгений Александрович — российский борец греко-римского стиля, чемпион и призёр Сурдлимпийских игр, чемпион России. Заслуженный мастер спорта России[196].
- Никита Котуков — бронзовый призёр летних Паралимпийских игр 2020 и летних Паралимпийских игр 2024 по л/а в прыжках в длину[197][198][199][200].
- Анастасия Соловьёва — бронзовый призёр летних Паралимпийских игр 2020 по л/а в беге на 400 м[197][199][201].
- Сергей Прохоров — чемпион международных Олимпийских играх среди полицейских и пожарных, многократный чемпион мира и Европы по плаванию среди полицейских[202][203][204];
- Галушкин Иван Владимирович — российский биатлонист, чемпион и призёр чемпионата России. Призёр I зимних юношеских Олимпийских игр 2012 года в Инсбруке[205];

Тренеры:
- Жук Станислав Алексеевич (заслуженный тренер СССР, фигурное катание)[188];
- Винник Анатолий Иванович (заслуженный тренер СССР, классическая борьба)[206][207][208];
- Эдукарьянц Сергей Макарович (заслуженный тренер СССР, хоккей с мячом)[209][210];
- Эйнгорн Анатолий Николаевич (волейболист), Заслуженный мастер спорта СССР (1951). Заслуженный тренер СССР (1957))[211];
- Русанов Василий Михайлович (биатлонист, заслуженный тренер РФ)[212]
- Виноградов Эдуард Юрьевич — мастер спорта России по кудо, заслуженный тренер России[213].
- Карпов Виктор Иванович (футболист, Заслуженный тренер СССР)[214];
- Орешкин Виктор Иванович (Заслуженный тренер РСФСР по лёгкой атлетике)[215];
- Кузьмин Валентин Степанович — советский и российский тренер по легкой атлетике, заслуженный тренер РСФСР[216];
- Карпов Николай Дмитриевич (Заслуженный тренер СССР)[217][218];
- Седышев Сергей Викторович (футбольный тренер)[219][220];
- Фокин Юрий Ефимович — советский хоккеист с мячом и тренер, заслуженный тренер СССР[221][222];
- Неумывакин Александр Яковлевич — российский общественный деятель. Президент Паралимпийского комитета России. Долгое время жил в городе[223].
- Манкос Евгений Георгиевич (заслуженный тренер СССР, хоккей с мячом)[224];
- Васильев Юрий Андрианович (заслуженный тренер СССР, хоккей с мячом)[225];
- Железняков Юрий Николаевич (заслуженный тренер РСФСР, судомодельный спорт)[226];
- Михайловский Владислав Борисович (тренер по футболу)[227][228];
- Мухитов Назим Гарифуллович (биатлонист, Заслуженный тренер России)[229];
- Гунин Николай Петрович (тренер по хоккею)[230][231];
- Кушнир Геннадий Степанович (тренер по хоккею с мячом)[232];
- Фомин Альберт Николаевич (Заслуженный тренер России, пауэрлифтинг)[233][234];
- Хусейнов Томас Павлович — признан лучшим детским тренером по футболу России (2007), «Отличник физической культуры и спорта» (2003), занесён в Золотую Книгу почёта города Ульяновска «За заслуги в области образования, общественную и организаторскую деятельность, а также за большой вклад в развитие физической культуры и спорта и в воспитание подрастающего поколения» (посмертно), его именем назван стадион[41][235].

Спортсмены-единоборцы:
- Кюрегян Артём Саркисович (классическая борьба)[236];
- Безручкин Александр Николаевич (классическая борьба)[237];
- Минеев Владимир Константинович (кикбоксер)[238][239];
- Судаков Евгений Борисович (бокс)[240];
- Виноградов Александр Юрьевич (кудоист)[241];
- Потапов Павел Викторович (борец)[242];
- Тражукова Инна Вячеславовна (вольная борьба)[243];
- Храмова Людмила (дзюдоистка)[244];
- Шубин Александр Николаевич (асихара-карате)[245][246];
- Иньков Николай Иванович (греко-римская борьба)[247][248];
- Елизарьев Михаил Евгеньевич — советский и российский борец греко-римского стиля, чемпион СССР[249];
- Соколов Юрий Александрович — советский борец классического стиля, призёр чемпионатов СССР и Европы[250];
- Тазетдинов Минсеит Тимергалиевич — советский и российский спортсмен, борец греко-римского стиля,чемпион СССР и Европы[251];
- Юнусов Рафаэль Рамелович — российский борец классического стиля. Вице-чемпион России 2023 года. Призёр чемпионатов России. Мастер спорта международного класса[252];
- Якушев Зефер Рафаилович — российский борец греко-римского стиля, трёхкратный чемпион России, обладатель Кубка мира[253];
- Разумовский Дмитрий Александрович — Герой Российской Федерации. Чемпион СССР по боксу среди юношей (1985)[254].
- Малхасян Хачатур Сергеевич — вице-чемпион Кубка мира по кикбоксингу 2014 и 2016, победитель Кубка России 2014 [255][256][257]
- Копылов Игорь Иванович — чемпион мира по кикбоксингу[258][259].
- Мазаян Акоп — чемпион и призёр чемпионата России по греко-римской борьбе 2002 и 2008 гг.[253][260][261].
- Терехина Наталья Владимировна (тхэквондистка) — многократная чемпионка России, бронзовый призёр Игр доброй воли 1994 и Кубка мира[262].
- Фахуртдинова, Алина — победительница Первенства Европы 2025 по боксу среди спортсменок не старше 16 лет[263][264].

Хоккеисты:
- Куров Владимир Васильевич (хоккей с мячом)[265];
- Бутузов Алексей Алексеевич (хоккей с мячом)[265];
- Фёдоров Юрий Иванович (хоккей с шайбой)[266][267];
- Афанасенко Николай Иванович (хоккей с мячом)[268][269][270][271];
- Господчиков Александр Николаевич (хоккей с мячом)[272][273];
- Гаврилов Юрий Георгиевич (хоккей с мячом)[274];
- Герасимов Евгений Васильевич (хоккей с мячом)[275];
- Монахов Владимир Викторович (хоккей с мячом)[276][277][278];
- Мухаметзянов Леонард Мухаметович (хоккей с мячом)[279][280];
- Наумов Сергей Михайлович (хоккей с мячом)[281];
- Рушкин Анатолий Григорьевич (хоккей с мячом)[282][283][284];
- Фасхутдинов Ирик Абзалтдинович (хоккей с мячом)[285];
- Логинов Юрий Алексеевич (хоккей с мячом)[286];
- Мишин Николай Петрович (хоккей с мячом)[287][288];
- Анисимов Андрей Геннадьевич — российский хоккеист[289];
- Кузнецов Владислав Александрович — российский хоккеист[290];

Футболисты:
- Фокин Михаил Васильевич — советский футболист[265];
- Заикин Александр Евгеньевич — российский футболист, воспитанник ульяновской ДЮСШ «Мотор»[291][292];
- Адамов Денис Андреевич — футболист, воспитанник ульяновского футбола (первый тренер — Сергей Панфилов, футбольная школа «Университет»)[293];
- Ефремов Дмитрий Владиславович — футболист, воспитанник ульяновского футбола[294];
- Лебедев Алексей Иванович — советский футболист[295];
- Аравин Алексей Александрович — российский футболист[296];

Легкоатлеты:
- Андрианов Владислав Васильевич (легкоатлет)[297];
- Горелов Михаил Анисимович (легкоатлет)[298];
- Высоцкая (Вуколова) Екатерина Юрьевна (легкоатлетка)[299];
- Кибакин Егор Сергеевич (легкоатлет)[300][301];
- Шагиев Рустам Раилович (легкая атлетика)[302];
- Образцов Игорь Станиславович (легкоатлет);
- Садретдинова Раиса Айсяновна — чемпионка и рекордсменка Советского Союза в беге на 5 000 метров среди женщин[303][304].

Биатлонисты:
- Валиуллин Рустам Абделсаматович (биатлонист)[305];
- Частина Надежда Викторовна (биатлон)[306];
- Шопин Юрий Валентинович (биатлонист)[307];
- Ушаков Артём Александрович (биатлонист);
- Сурнев Роман Васильевич (биатлонист);
- Дмитриева Ольга Николаевна (биатлонистка);

Спортсмены водных видов спорта:
- Хохлов Леонид Вячеславович (пловец)[308];
- Жуковская Антонина Валерьевна — чемпионка мира, победитель международного чемпионата по зимнему плаванию «КАРЕЛИЯ-2022»[309][310][311].
- Сапожников Юрий — рекордсмен мира и России, победитель международного чемпионата по зимнему плаванию «КАРЕЛИЯ-2022»[309].
- Соколова Ольга — рекордсменка мира по зимнему (холодовому) плаванию[312][313].

Спортсмены силовых видов спорта:
- Журавлёв Сергей (пауэрлифтинг)[314];
- Сальникова Наталья Владимировна (пауэрлифтинг)[315][316];
- Исаков Николай Васильевич — многократный чемпион России, чемпион Европы и мира среди ветеранов[317][318];
- Фомина Татьяна Николаевна — многократная чемпион России, чемпион Европы и мира среди ветеранов по пауэрлифтингу[319][320];
- Соболь Кристина Ивановна — штангистка, серебряный призёр чемпионата Европы 2019 (Батуми). В 2021 году серебро чемпионата России[321].
- Оксана Белова (пауэрлифтинг) — многократная чемпионка и рекордсменка мира[322][323];

Спортсмены технических видов спорта:
- Степанов Евгений (водно-моторный спорт, мастер спорта международного класса,чемпион СССР 1978, чемпион СССР 1980, рекордсмен мира)[324][325][326][327];
- Мартищенко Константин Ильич (водно-моторный спорт)[328];
- Астайкин Сергей Николаевич (мотокросс)[329];
- Присухин Алексей Вениаминович — мастер спорта России международного класса по судомодельному спорту. Является чемпионом мира 2011 г., двукратным серебряным призёром чемпионатов мира в 2011 и в 2013 гг., бронзовым призёром чемпионата Европы 2014 г., многократным чемпионом России[330].
- Байдеряков Сергей Васильевич — победитель Кубка мира по судомодельному спорту, является многократным чемпионом мира и Европы, мастером спорта международного класса[331][332].
- Кузнецов Максим — чемпион мира среди юношей и юниоров по пожарно-спасательному спорту[333].
- Джепаев Биньямин Рустамович — Заслуженный мастер спорта России по автомобильному спорту[334]. 10-кратный чемпион России по автокроссу и трековым гонкам, победитель ралли «Ельч» в Польше, победитель международного кросса в Болгарии, а также победитель в классе Т-1 Серии Дакар — ралли «Шёлковый путь»[335][336][337].
- Аверьянов Иван Васильевич — Герой Российской Федерации, с 1957 года по 1985 год — работал в Ульяновском аэроклубе[338].
- Бурмистров Антон Владимирович — судомодельный спорт, Чемпион Европы 2014 г., призёр Чемпионата Европы 2016, 2018 гг., чемпион России 2016 г., призёр Чемпионатов России 2013, 2015, 2017, 2018, 2019 гг.[339]
- Иванова Владислава — чемпионка мира по пожарно-спасательному спорту (2014)[122][340].
- Ерохин Лев Петрович — чемпион Советского Союза по ипподромным гонкам, Почётный мастер спорта[341][342][343][344].
- Пртюков Андрей Геннадьевич — девятикратный Чемпион России, бронзовый призёр Чемпионата Европы (1998), Чемпион Мира среди военнослужащих (2002), Серебряный призёр Чемпионата Европы (2005)[25]..
- Лосев Олег Александрович — шестикратный рекордсмен мира по парашютному спорту, чемпион СССР и России, абсолютный чемпион ВДВ России, рекордсмен России по воздушной групповой акробатике, мастер спорта международного класса[62][63].
- Лучшев Пётр Сергеевич — руководитель Ульяновской команды парашютистов, «Почётный гражданин Ульяновска». Абсолютный чемпион Вооружённых Сил СССР, воздушно-десантных войск, чемпион и призёр чемпионатов СССР, многих международных и всесоюзных соревнований. Он установил 11 мировых и всесоюзных рекордов[345]. В августе 2011 года, в возрасте 65 лет вместе с командой ветеранов-парашютистов совершил прыжок с парашютом на авиашоу, который был занесён в Книгу рекордов Гиннесса, как самый возрастной коллективный прыжок[346][347];
- Белоглазов, Александр Валентинович — абсолютный рекордсмен мира в дисциплине классического парашютизма по точности приземления (106 приземлений подряд без отклонения). Победитель Олимпийского кубка, чемпион мира, дважды Чемпион Европы, СССР и России, ВС СССР (РФ), ВДВ, Чемпион и призер СКДА, победитель и призер Всемирных воздушных Игр, Кубков мира и Европы, Рекордсмен Мира, Европы, СССР, России.

Спортсмены других видов спорта:
- Подкопаева (Малова) Анна Николаевна (волейболистка)[348];
- Някина Наталья Геннадьевна (волейболистка);
- Полян Алёна Игоревна (спортивная гимнастика)[349][350][351];
- Хазетдинов Ильмир Ришатович (прыжки на лыжах с трамплина)[352];
- Алексеева Анастасия Сергеевна — российская профессиональная баскетболистка[353];
- Розова Анастасия Сергеевна (баскетболистка);
- Клейменова Валерия Алексеевна — Мастер ФИДЕ среди женщин, трёхкратная победитель Первенства России по классическим шахматам (2018, 2021, 2022 годы), дважды  бронзовый призёр первенства мира ФИДЕ по быстрым шахматам среди кадетов (2020 и 2021 год), победитель Первенства Европы по шахматам, чемпионка Азии [354][355][356][357][358][359][360][361].
- Анна Аристова (дев. Панкратова) — победительница последнего Кубка СССР по спортивному ориентированию, в честь неё проводятся открытые традиционные чемпионаты области по спортивному ориентированию[362][363][364].

С 2008 года в городе выбирают «Лучшего спортсмена года» по нескольким номинациям .
В 2019 году установили бюсты Олимпийским чемпионам Захаревичу, Крылову и Константинову.
В 2023 году у Дворца спорта «Волга-Спорт-Арена» установили стену славы спортсменов Ульяновской области.

## Галерея II

Мемориальная доска Орешкину В. И.
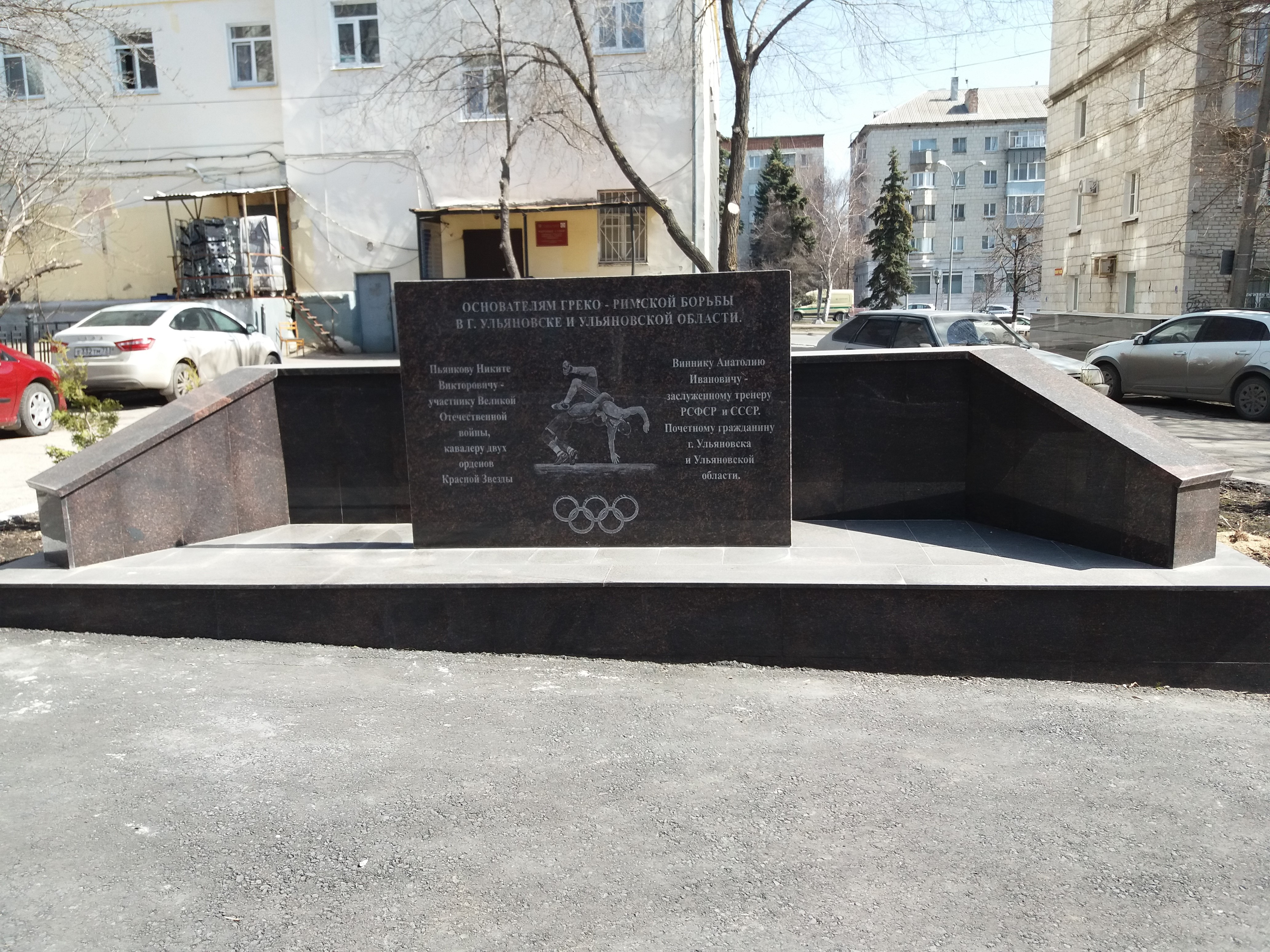
Памятник Анатолию Виннику и Никите Пьянкову
Памятная доска во Владимирском саду посвящённая чемпионату по борьбе им. И. М. Поддубного
Памятник «Бросок» русскому хоккею — Рушкину Анатолию Григорьевичу
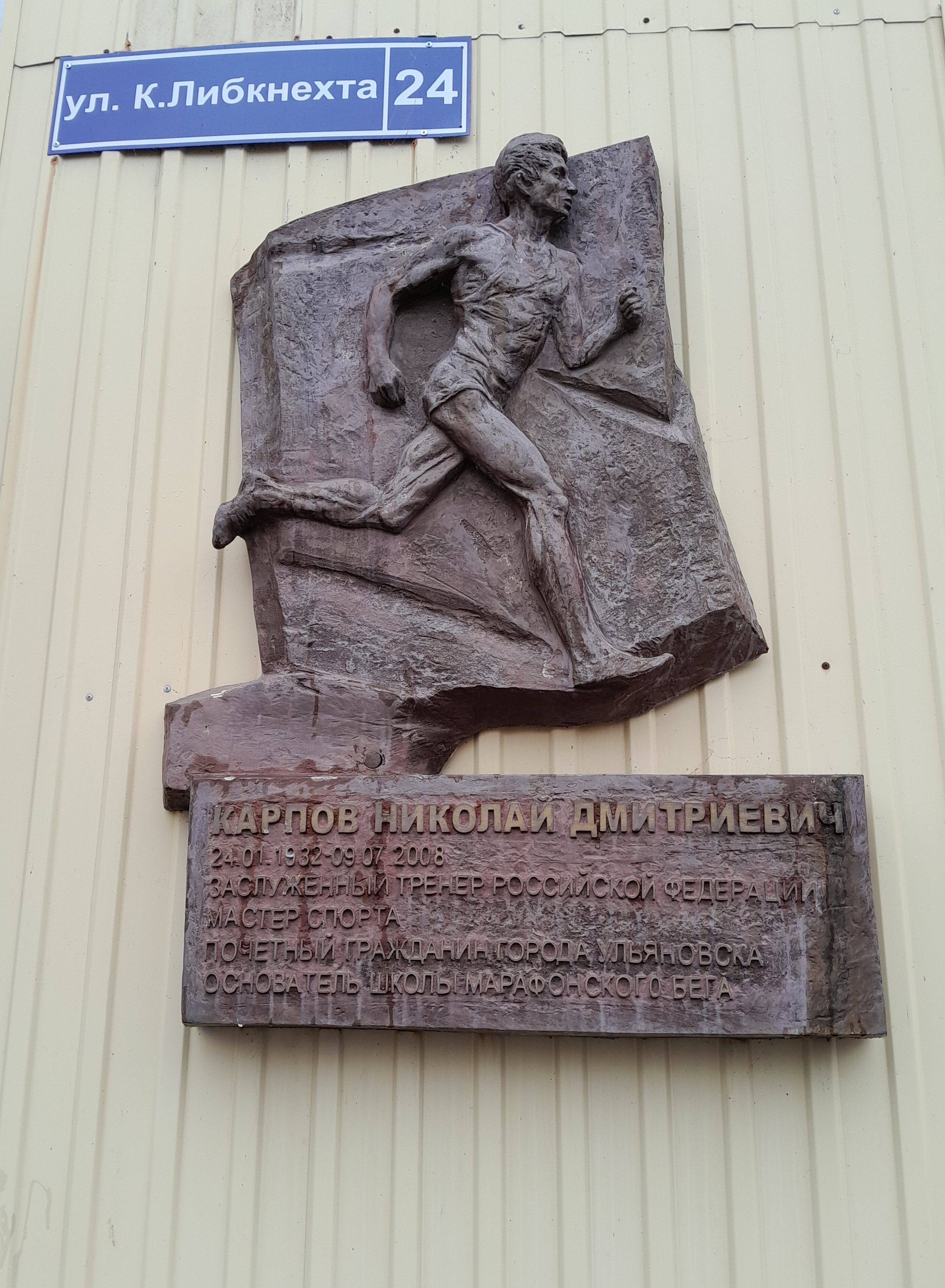
Мемориальная доска Н. Д. Карпову (ск-р О. Клюев).
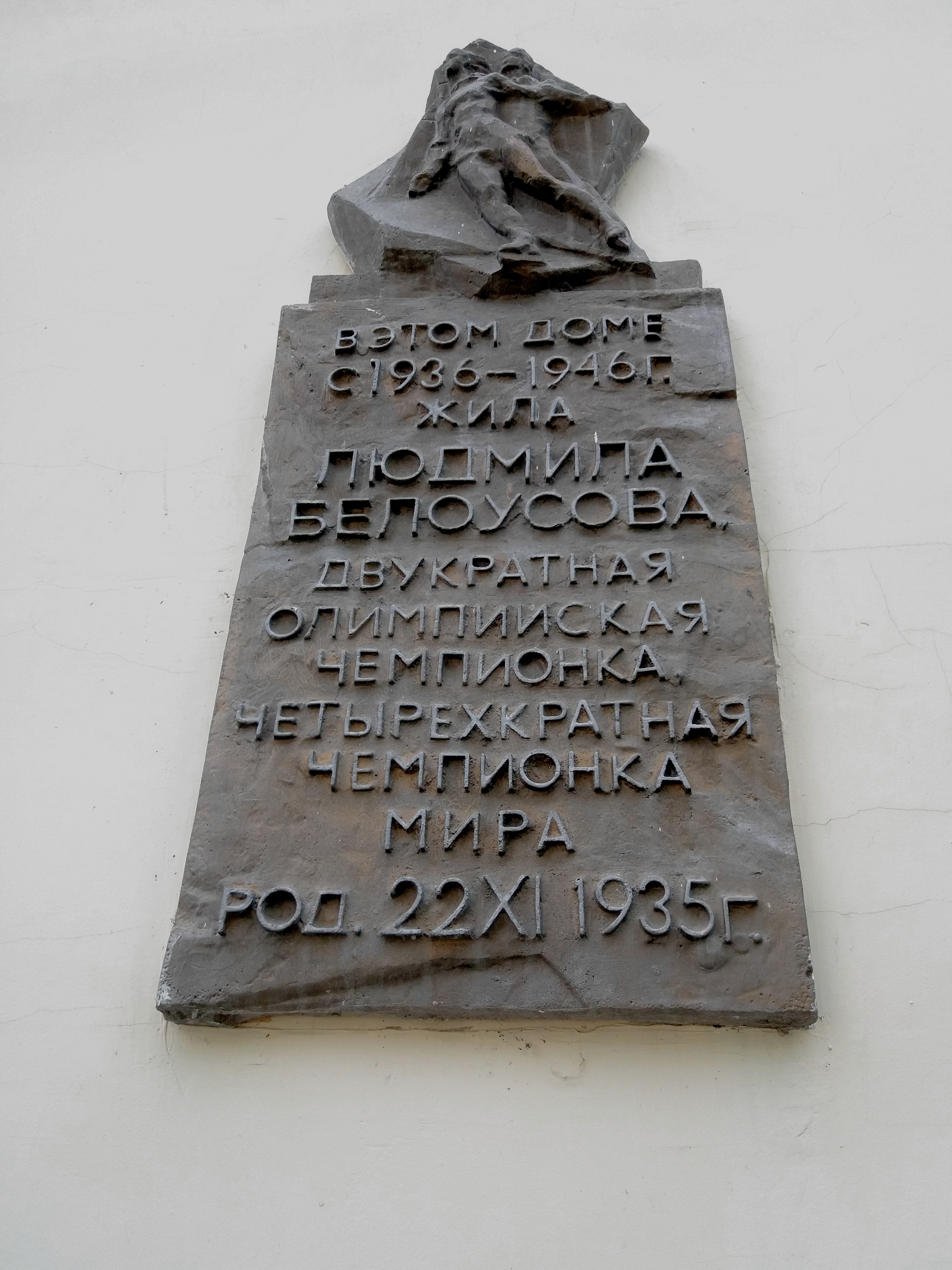
Мемориальная доска Людмиле Белоусовой (ск-р О. Клюев).
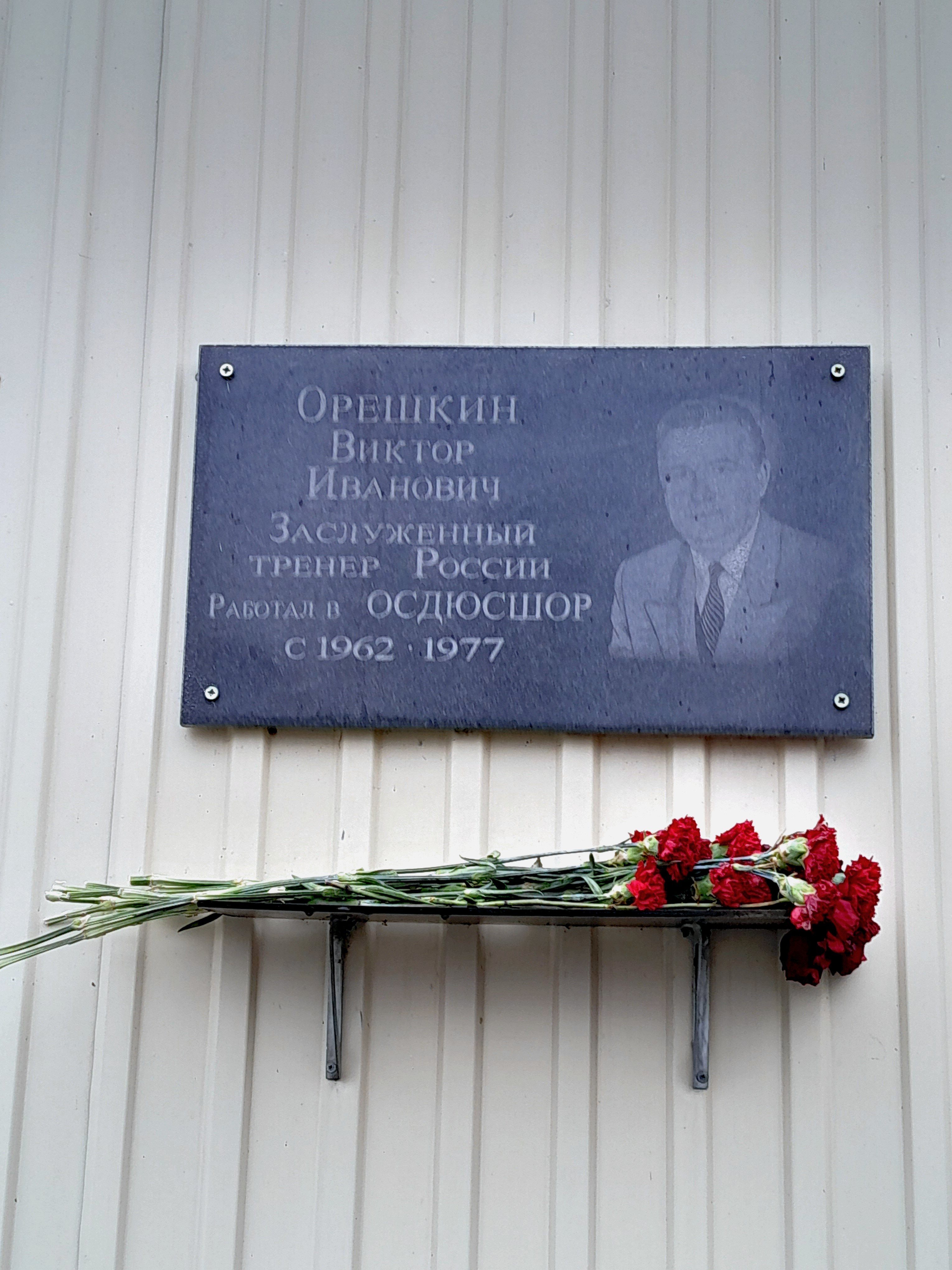
Мемориальная доска Орешкину.
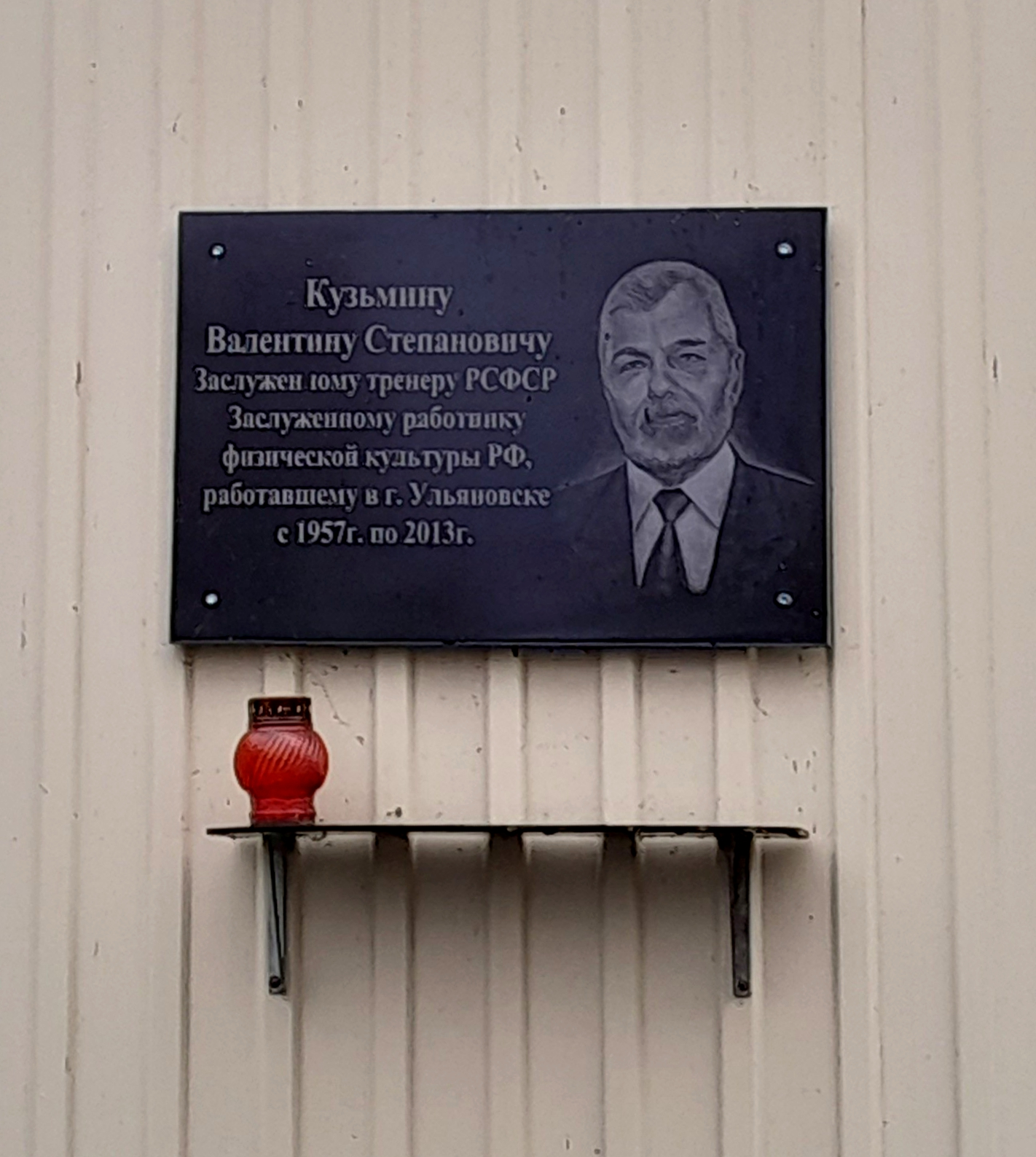
Мемориальная доска В. С. Кузьмину.
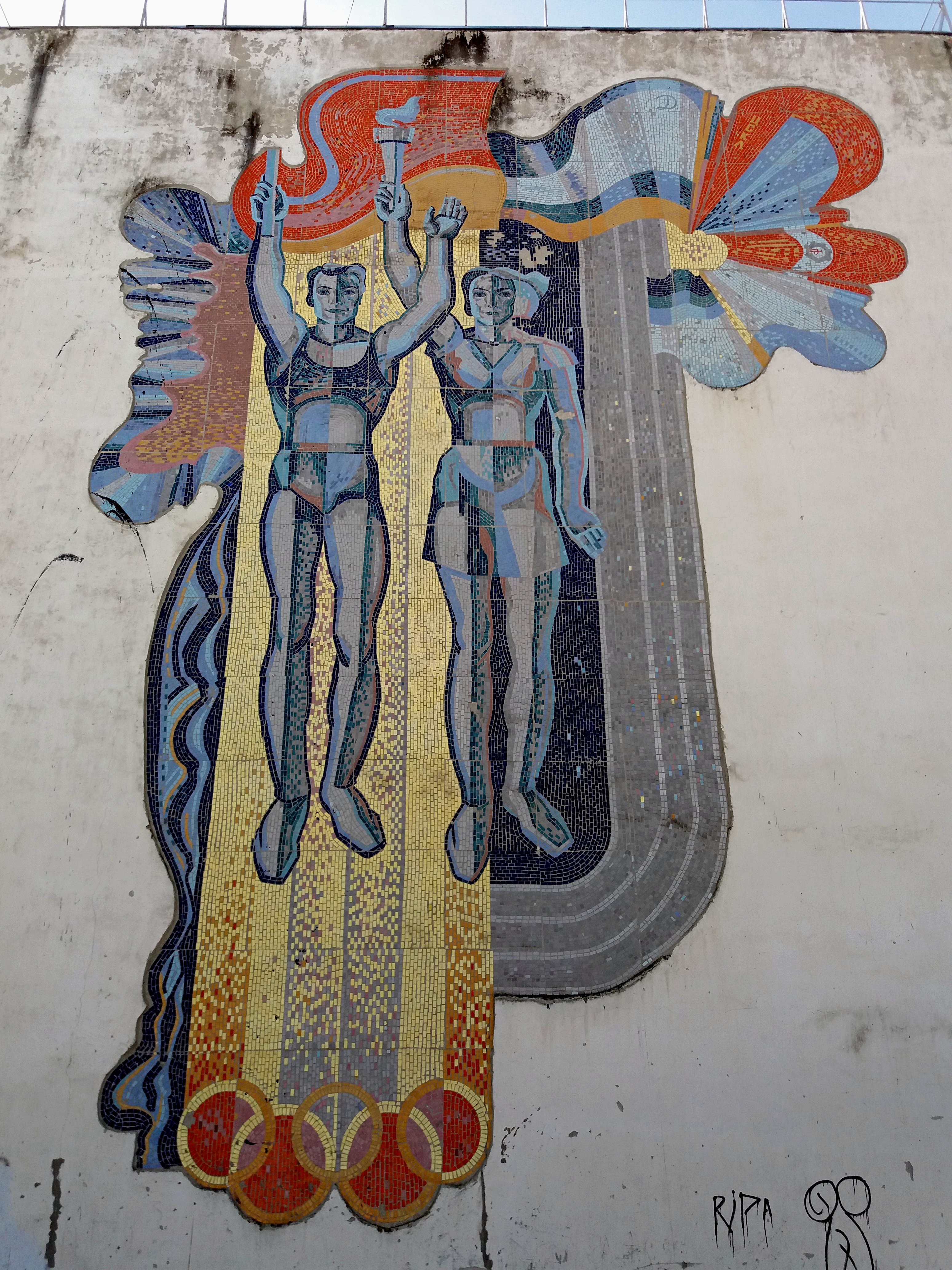
Мозаичное панно «Спорт».
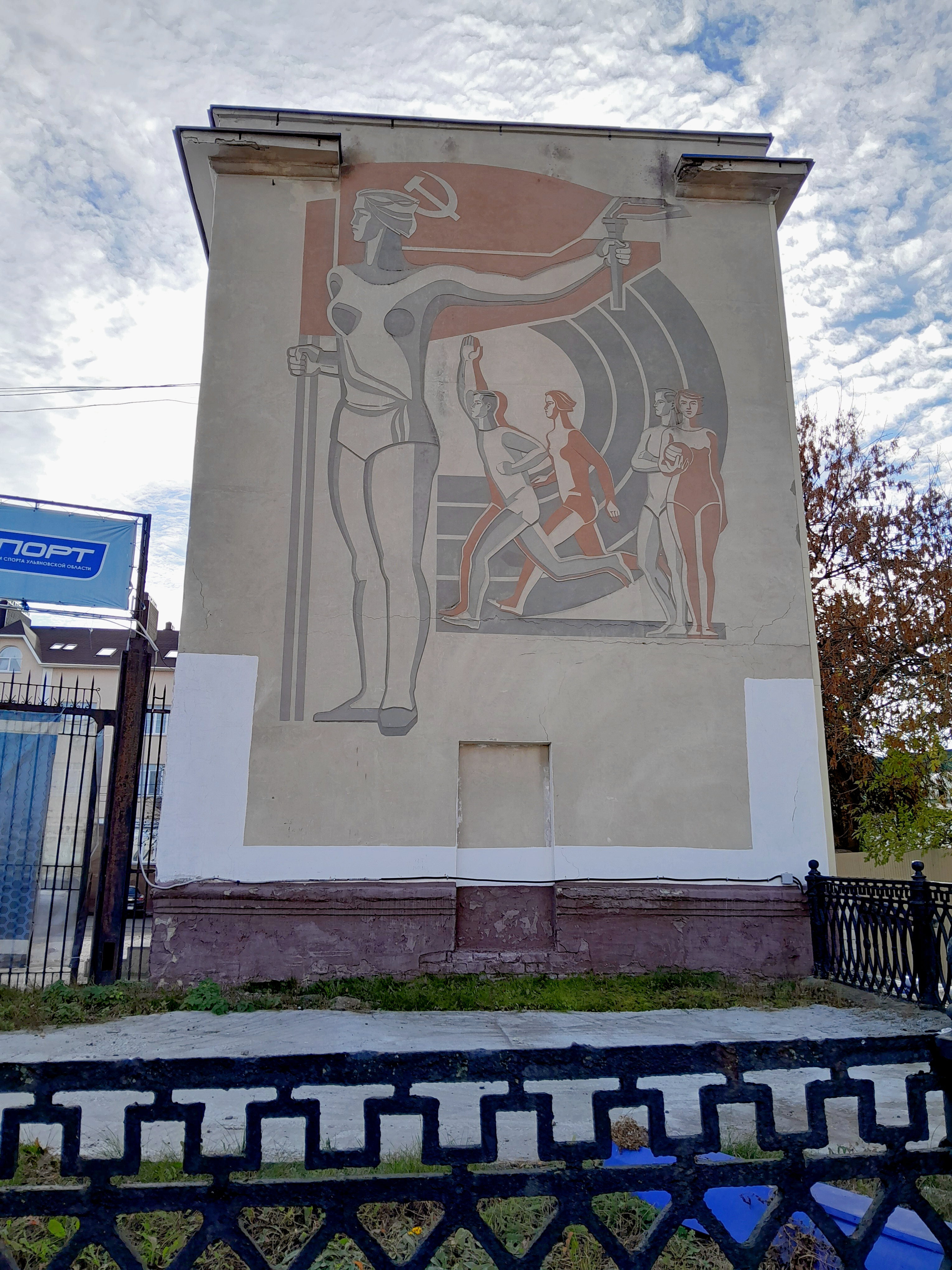
Мурал "Спорт в СССР" (Стадион Труд).